# Điện ảnh năm 2014
Điện ảnh 2014 tổng quan về các sự kiện điện ảnh, bao gồm các phim điện ảnh đạt doanh thu cao nhất, các lễ trao giải, liên hoan phim cùng danh sách các phim điện ảnh được ra mắt trong năm.

## Phim có doanh thu cao nhất
Top 10 phim điện ảnh được ra mắt trong năm 2014 xếp hạng theo doanh thu trên toàn thế giới:
| Hạng | Tựa đề                                             | Hãng phát hành           | Doanh thu toàn cầu |
| ---- | -------------------------------------------------- | ------------------------ | ------------------ |
| 1    | Transformers 4: Kỷ nguyên hủy diệt                 | Paramount                | $1,104,054,072 USD |
| 2    | Người Hobbit: Đại chiến Năm cánh quân              | Warner Bros.             | $956,019,788 USD   |
| 3    | Vệ binh dải Ngân Hà                                | Disney                   | $773,328,629 USD   |
| 4    | Tiên hắc ám                                        | Disney                   | $758,539,785 USD   |
| 5    | The Hunger Games: Húng nhại – Phần 1               | Lionsgate                | $755,356,711 USD   |
| 6    | X-Men: Ngày cũ của tương lai                       | 20th Century Fox         | $747,862,775 USD   |
| 7    | Captain America 2: Chiến binh mùa đông             | Disney                   | $714,264,267 USD   |
| 8    | Sự khởi đầu của hành tinh khỉ                      | 20th Century Fox         | $710,644,566 USD   |
| 9    | Người Nhện siêu đẳng 2: Sự trỗi dậy của Người Điện | Sony Pictures            | $708,982,323 USD   |
| 10   | Hố đen tử thần                                     | Paramount / Warner Bros. | $677,463,813 USD   |

## Sự kiện

### Lễ trao giải
| Thời gian   | Sự kiện                                                   | Đơn vị tổ chức                                                                     | Địa điểm                          | Nguồn  |
| ----------- | --------------------------------------------------------- | ---------------------------------------------------------------------------------- | --------------------------------- | ------ |
| 10 tháng 1  | Giải AACTA lần thứ 3                                      | Viện Hàn lâm Nghệ thuật Điện ảnh và Truyền hình Úc                                 | Tây Hollywood, California, Hoa Kỳ | [ 2 ]  |
| 12 tháng 1  | Giải Quả cầu vàng lần thứ 71                              | Hiệp hội báo chí nước ngoài ở Hollywood                                            | Beverly Hills, California, Mỹ     | [ 3 ]  |
| 16 tháng 1  | Giải Critics' Choice lần thứ 19                           | Hiệp hội Phê bình Phim Phát sóng                                                   | Santa Monica, California, Mỹ      | [ 4 ]  |
| 18 tháng 1  | Giải SAG lần thứ 20                                       | SAG-AFTRA                                                                          | Los Angeles, California, Mỹ       | [ 5 ]  |
| 19 tháng 1  | Giải thưởng của Nghiệp đoàn Nhà sản xuất điện ảnh Mỹ 2013 | Nghiệp đoàn Nhà sản xuất điện ảnh Mỹ                                               | Beverly Hills, California, Mỹ     | [ 6 ]  |
| 20 tháng 1  | Giải Guldbagge lần thứ 49                                 | Viện Hàn lâm Điện ảnh Thụy Điển                                                    | Stockholm, Thụy Điển              | [ 7 ]  |
| 25 tháng 1  | Giải thưởng của Nghiệp đoàn Đạo diễn điện ảnh lần thứ 66  | Nghiệp đoàn Đạo diễn điện ảnh Mỹ                                                   | Los Angeles, California, Mỹ       | [ 8 ]  |
| 1 tháng 2   | Giải Magritte lần thứ 4                                   | Académie André Delvaux                                                             | Brussels, Belgium                 | [ 9 ]  |
| 1 tháng 2   | Giải thưởng của Nghiệp đoàn Biên kịch điện ảnh 2013       | Nghiệp đoàn Biên kịch điện ảnh phía Tây / Nghiệp đoàn Biên kịch điện ảnh phía Đông | Los Angeles, California, Mỹ       | [ 10 ] |
| 16 tháng 2  | Giải BAFTA lần thứ 67                                     | Viện Hàn lâm Nghệ thuật Điện ảnh và Truyền hình Anh quốc                           | London, Anh, Vương quốc Anh       | [ 11 ] |
| 23 tháng 2  | Giải Satellite lần thứ 18                                 | Viện Hàn lâm Báo chí Quốc tế                                                       | Century City, Los Angeles         | [ 12 ] |
| 26 tháng 2  | Giải César lần thứ 39                                     | Viện Hàn lâm Nghệ thuật Điện ảnh và Công nghệ Pháp                                 | Paris, Pháp                       | [ 13 ] |
| 1 tháng 3   | Giải Tinh thần độc lập lần thứ 29                         | Giải Tinh thần độc lập                                                             | Santa Monica, California, Mỹ      | [ 14 ] |
| 1 tháng 3   | Giải Mâm xôi vàng lần thứ 34                              | Giải Mâm xôi vàng                                                                  | Santa Monica, California, Mỹ      | [ 15 ] |
| 2 tháng 3   | Giải Oscar lần thứ 86                                     | Viện Hàn lâm Khoa học và Nghệ thuật Điện ảnh                                       | Los Angeles, California, Mỹ       | [ 16 ] |
| 30 tháng 3  | Giải Empire lần thứ 19                                    | Empire                                                                             | London, Anh, Vương quốc Anh       | [ 17 ] |
| 13 tháng 4  | Giải Điện ảnh của MTV 2014                                | MTV                                                                                | Los Angeles, California, Mỹ       | [ 18 ] |
| 3 tháng 5   | Giải thưởng Điện ảnh Quốc gia lần thứ 61                  | Liên hoan Đạo diễn điện ảnh                                                        | Ấn Độ                             | [ 19 ] |
| 26 tháng 6  | Giải Sao Thổ lần thứ 40                                   | Viện Hàn lâm phim khoa học viễn tưởng, kỳ ảo và kinh dị                            | Burbank, California, Mỹ           | [ 20 ] |
| 13 tháng 12 | Giải thưởng Điện ảnh châu Âu lần thứ 27                   | Viện Hàn lâm Điện ảnh châu Âu                                                      | Riga, Latvia                      | [ 21 ] |

### Liên hoan phim
| Thời gian                        | Sự kiện                                  | Đơn vị tổ chức                 | Địa điểm                  | Nguồn  |
| -------------------------------- | ---------------------------------------- | ------------------------------ | ------------------------- | ------ |
| 16–26 tháng 1                    | Liên hoan phim Sundance 2014             | Viện Sundance                  | Park City, Utah, Mỹ       | [ 22 ] |
| 6–16 tháng 2                     | Liên hoan phim quốc tế Berlin lần thứ 64 | Liên hoan phim quốc tế Berlin  | Berlin, Đức               | [ 23 ] |
| 14–25 tháng 5                    | Liên hoan phim Cannes 2014               | Liên hoan phim Cannes          | Cannes, Pháp              | [ 24 ] |
| 15–23 tháng 8                    | Liên hoan phim Sarajevo 2014             | Liên hoan phim Sarajevo        | Sarajevo, Bosnia          | [ 25 ] |
| 27 tháng 8– 6 tháng 9            | Liên hoan phim Venice lần thứ 71         | Liên hoan phim Venice          | Venice, Ý                 | [ 26 ] |
| 4–14 tháng 9                     | Liên hoan phim quốc tế Toronto 2014      | Liên hoan phim quốc tế Toronto | Toronto, Ontario, Canada  | [ 27 ] |
| 25 tháng 12 - 8 tháng 1 năm 2015 | Liên hoan phim Metro Manila 2014         | Liên hoan phim Metro Manila    | Metro Manila, Philippines |        |

## Giải thưởng
| Hạng mục                          | Giải Quả cầu vàng lần thứ 72 11 tháng 1 năm 2015 | Giải Quả cầu vàng lần thứ 72 11 tháng 1 năm 2015 | Giải Critics' Choice lần thứ 20 15 tháng 1 năm 2015 | Giải SAG lần thứ 21 25 tháng 1 năm 2015 | Giải BAFTA lần thứ 68 8 tháng 2 năm 2015   | Giải Oscar lần thứ 87 22 tháng 2 năm 2015  |
| Hạng mục                          | Chính kịch                                       | Ca nhạc hoặc hài                                 | Giải Critics' Choice lần thứ 20 15 tháng 1 năm 2015 | Giải SAG lần thứ 21 25 tháng 1 năm 2015 | Giải BAFTA lần thứ 68 8 tháng 2 năm 2015   | Giải Oscar lần thứ 87 22 tháng 2 năm 2015  |
| --------------------------------- | ------------------------------------------------ | ------------------------------------------------ | --------------------------------------------------- | --------------------------------------- | ------------------------------------------ | ------------------------------------------ |
| Phim hay nhất                     | Thời thơ ấu                                      | The Grand Budapest Hotel                         | Thời thơ ấu                                         | —                                       | Thời thơ ấu                                | Birdman                                    |
| Đạo diễn xuất sắc nhất            | Richard Linklater Thời thơ ấu                    | Richard Linklater Thời thơ ấu                    | Richard Linklater Thời thơ ấu                       | —                                       | Richard Linklater Thời thơ ấu              | Alejandro G. Iñárritu Birdman              |
| Nam diễn viên chính xuất sắc nhất | Eddie Redmayne Thuyết yêu thương                 | Michael Keaton Birdman                           | Michael Keaton Birdman                              | Eddie Redmayne Thuyết yêu thương        | Eddie Redmayne Thuyết yêu thương           | Eddie Redmayne Thuyết yêu thương           |
| Nữ diễn viên chính xuất sắc nhất  | Julianne Moore Still Alice                       | Amy Adams Big Eyes                               | Julianne Moore Still Alice                          | Julianne Moore Still Alice              | Julianne Moore Still Alice                 | Julianne Moore Still Alice                 |
| Nam diễn viên phụ xuất sắc nhất   | J. K. Simmons Whiplash                           | J. K. Simmons Whiplash                           | J. K. Simmons Whiplash                              | J. K. Simmons Whiplash                  | J. K. Simmons Whiplash                     | J. K. Simmons Whiplash                     |
| Nữ diễn viên phụ xuất sắc nhất    | Patricia Arquette Thời thơ ấu                    | Patricia Arquette Thời thơ ấu                    | Patricia Arquette Thời thơ ấu                       | Patricia Arquette Thời thơ ấu           | Patricia Arquette Thời thơ ấu              | Patricia Arquette Thời thơ ấu              |
| Kịch bản chuyển thể xuất sắc nhất | Alejandro G. Iñárritu Birdman                    | Alejandro G. Iñárritu Birdman                    | Gillian Flynn Cô gái mất tích                       | —                                       | Anthony McCarten Thuyết yêu thương         | Graham Moore The Imitation Game            |
| Kịch bản gốc xuất sắc nhất        | Alejandro G. Iñárritu Birdman                    | Alejandro G. Iñárritu Birdman                    | Alejandro G. Iñárritu Birdman                       | —                                       | Wes Anderson The Grand Budapest Hotel      | Alejandro G. Iñárritu Birdman              |
| Phim hoạt hình hay nhất           | Bí kíp luyện rồng 2                              | Bí kíp luyện rồng 2                              | Bộ phim Lego                                        | —                                       | Bộ phim Lego                               | Biệt đội Big Hero 6                        |
| Nhạc phim hay nhất                | Thuyết yêu thương Jóhann Jóhannsson              | Thuyết yêu thương Jóhann Jóhannsson              | Birdman Antonio Sánchez                             | —                                       | The Grand Budapest Hotel Alexandre Desplat | The Grand Budapest Hotel Alexandre Desplat |
| Ca khúc trong phim hay nhất       | "Glory" Selma                                    | "Glory" Selma                                    | "Glory" Selma                                       | —                                       | —                                          | "Glory" Selma                              |
| Phim ngoại ngữ hay nhất           | Leviathan                                        | Leviathan                                        | Force Majeure                                       | —                                       | Ida                                        | Ida                                        |

## Phim điện ảnh 2014
Danh sách các phim điện ảnh được công chiếu trong năm 2016, sắp xếp theo ngày công chiếu tại Hoa Kỳ.

### Tháng một-Tháng ba
| Ngày công chiếu | Ngày công chiếu | Tựa đề                                             | Hãng phát hành                                                                       | Diễn viên và người thực hiện | Chú thích |
| --------------- | --------------- | -------------------------------------------------- | ------------------------------------------------------------------------------------ | --- | --------- |
| T H Á N G M Ộ T | 1               | The Best Offer                                     | IFC Films                                                                            | Giuseppe Tornatore (đạo diễn); Geoffrey Rush, Jim Sturgess, Sylvia Hoeks, Donald Sutherland | [ 28 ]    |
| T H Á N G M Ộ T | 3               | Jamesy Boy                                         | Phase 4 Films                                                                        | Trevor White (đạo diễn/biên kịch); Lane Shadgett (biên kịch); Mary-Louise Parker, Ving Rhames, Spencer Lofranco, Taissa Farmiga, James Woods | [ 29 ]    |
| T H Á N G M Ộ T | 3               | Open Grave                                         | Tribeca Film                                                                         | Gonzalo López-Gallego (đạo diễn); Sharlto Copley, Joseph Morgan, Thomas Kretschmann, Erin Richards, Josie Ho, Max Wrottesley | [ 30 ]    |
| T H Á N G M Ộ T | 3               | Lời nguyền bí ẩn: Vết cắn của quỷ                  | Paramount Pictures / Blumhouse Productions                                           | Christopher B. Landon (đạo diễn); Andrew Jacobs, Jorge Diaz, Gabrielle Walsh | [ 31 ]    |
| T H Á N G M Ộ T | 8               | Yves Saint Laurent                                 | StudioCanal                                                                          | Jalil Lespert (đạo diễn/biên kịch); Jacques Fieschi, Jérémie Guez, Marie-Pierre Huster (biên kịch); Pierre Niney, Guillaume Gallienne, Charlotte Le Bon, Laura Smet, Marie de Villepin, Xavier Lafitte, Nikolai Kinski                                                                             | [ 32 ]    |
| T H Á N G M Ộ T | 10              | Dumbbells                                          | GoDigital                                                                            | Christopher Livingston (đạo diễn); Brian Drolet, Hoyt Richards (biên kịch); Brian Drolet, Hoyt Richards, Mircea Monroe, Taylor Cole, Michael Bower, Jaleel White, Tom Arnold, Andy Milonakis | [ 33 ]    |
| T H Á N G M Ộ T | 10              | Redirected                                         | Koch Film                                                                            | Emilis Vėlyvis (đạo diễn); Vinnie Jones, Scot Williams, Gil Darnell, Oliver Jackson, Anthony Strachan | [ 34 ]    |
| T H Á N G M Ộ T | 10              | The Adventurer: The Curse of the Midas Box         | RLJ Entertainment                                                                    | Jonathan Newman (đạo diễn); Michael Sheen, Sam Neill, Lena Headey, Ioan Gruffudd, Keeley Hawes, Tristan Gemmill, Aneurin Barnard | [ 35 ]    |
| T H Á N G M Ộ T | 10              | Huyền thoại Hercules                               | Summit Entertainment / Millennium Films                                              | Renny Harlin (đạo diễn/biên kịch); Daniel Giat, Giulio Steve, Sean Hood (biên kịch); Kellan Lutz, Gaia Weiss, Scott Adkins, Roxanne McKee, Liam Garrigan, Liam McIntyre, Rade Šerbedžija | [ 36 ]    |
| T H Á N G M Ộ T | 10              | Raze                                               | IFC Midnight                                                                         | Josh C. Waller (đạo diễn); Zoë Bell, Rachel Nichols, Tracie Thoms, Sherilyn Fenn, Doug Jones, Bruce Thomas, Rebecca Marshall, Adrienne Wilkinson, Allene Quincy, Bailey Anne Borders, Jordan James Smith                                                                                           | [ 37 ]    |
| T H Á N G M Ộ T | 10              | Black Coffee                                       | RLJ Entertainment                                                                    | Mark Harris (đạo diễn/biên kịch); Darrin Henson, Christian Keyes, Gabrielle Dennis, Lamman Rucker, Erica Hubbard | [ 38 ]    |
| T H Á N G M Ộ T | 11              | Phi vụ hạt dẻ                                      | Open Road Films                                                                      | Peter Lepeniotis (đạo diễn/biên kịch); Lorne Cameron (biên kịch); Will Arnett, Katherine Heigl, Liam Neeson, Brendan Fraser, Gabriel Iglesias | [ 39 ]    |
| T H Á N G M Ộ T | 15              | Divin Enfant                                       | UGC Distribution                                                                     | Olivier Doran (đạo diễn/biên kịch); Patrick Lefèbvre (biên kịch); Émilie Dequenne, Sami Bouajila, Géraldine Pailhas | [ 40 ]    |
| T H Á N G M Ộ T | 15              | Jack Ryan: Đặc vụ bóng đêm                         | Paramount Pictures / Skydance Productions                                            | Kenneth Branagh (đạo diễn); David Koepp, Adam Cozad, Anthony Peckham, Steve Zaillian, Chris Pine, Kevin Costner, Keira Knightley, Kenneth Branagh | [ 41 ]    |
| T H Á N G M Ộ T | 16              | Lilting                                            | Artificial Eye                                                                       | Hong Khaou (đạo diễn); Ben Whishaw, Cheng Pei-pei, Andrew Leung, Morven Christie, Naomi Christie, Peter Bowles | [ 42 ]    |
| T H Á N G M Ộ T | 16              | Whiplash                                           | Sony Pictures Classics / Blumhouse Productions                                       | Damien Chazelle (đạo diễn/biên kịch); J. K. Simmons, Miles Teller, Paul Reiser, Melissa Benoist | [ 43 ]    |
| T H Á N G M Ộ T | 17              | Back in the Day                                    | Screen Media Films                                                                   | Michael Rosenbaum (đạo diễn/biên kịch); Morena Baccarin, Nick Swardson, Michael Rosenbaum | [ 44 ]    |
| T H Á N G M Ộ T | 17              | Camp X-Ray                                         | IFC Films                                                                            | Peter Sattler (đạo diễn/biên kịch); Kristen Stewart, Peyman Moaadi, John Carroll Lynch, Lane Garrison, Joseph Julian Soria, Cory Michael Smith | [ 45 ]    |
| T H Á N G M Ộ T | 17              | Mòn nợ của quỷ                                     | 20th Century Fox / Davis Entertainment                                               | Matt Bettinelli-Olpin, Tyler Gillett (đạo diễn); Lindsay Devlin, Zoë Green (biên kịch); Allison Miller, Zach Gilford, Sam Anderson, Aimee Carrero, Vanessa Ray, Michael Papajohn, Griff Furst | [ 46 ]    |
| T H Á N G M Ộ T | 17              | Fishing Without Nets                               | Think Media Studios                                                                  | Cutter Hodierne (đạo diễn); Eric Godon, Abdiwali Farrah, Abdikhadir Hassan, Idil Ibrahim, Abdi Kani, Reda Kateb | [ 47 ]    |
| T H Á N G M Ộ T | 17              | Frank                                              | Magnolia Pictures                                                                    | Lenny Abrahamson (đạo diễn); Domhnall Gleeson, Michael Fassbender, Maggie Gyllenhaal, Scoot McNairy, Carla Azar | [ 48 ]    |
| T H Á N G M Ộ T | 17              | Freezer                                            | Anchor Bay Films                                                                     | Mikael Salomon (đạo diễn); Tom Doganoglu, Shane Weisfeld (biên kịch); Dylan McDermott, Peter Facinelli, Yuliya Snigir | [ 49 ]    |
| T H Á N G M Ộ T | 17              | Hellion                                            | IFC Films                                                                            | Kat Candler (đạo diễn/biên kịch); Aarođ Paul, Juliette Lewis, Josh Wiggins, Deke Garner, Jonny Mars, Annalee Jefferies | [ 50 ]    |
| T H Á N G M Ộ T | 17              | Kidnapped for Christ                               | Red Thorn Productions                                                                | Kate S. Logan (đạo diễn/biên kịch); Yada Zamora (biên kịch); Kate S. Logan | [ 51 ]    |
| T H Á N G M Ộ T | 17              | Laggies                                            | A24 Films                                                                            | Lynn Shelton (đạo diễn); Andrea Seigel (biên kịch); Chloë Grace Moretz, Keira Knightley, Sam Rockwell, Tiya Sircar, Mark Webber, Kaitlyn Dever | [ 52 ]    |
| T H Á N G M Ộ T | 17              | Obvious Child                                      | Rooks Nest Entertainment                                                             | Gillian Robespierre (đạo diễn); Gillian Robespierre (đầu truyện); Jenny Slate, Jake Lacy, Gaby Hoffmann, David Cross | [ 53 ]    |
| T H Á N G M Ộ T | 17              | Ride Along                                         | Universal Pictures / Relativity Media                                                | Tim Story (đạo diễn); Greg Coolidge, Jason Mantzoukas, Phil Hay, Matt Manfredi (biên kịch); Ice Cube, Kevin Hart, John Leguizamo, Bruce McGill, Tika Sumpter, Laurence Fishburne | [ 54 ]    |
| T H Á N G M Ộ T | 17              | The Guest                                          | Picturehouse                                                                         | Adam Wingard (đạo diễn); Simon Barrett (biên kịch); Dan Stevens, Maika Monroe, Brendan Meyer, Lance Reddick | [ 55 ]    |
| T H Á N G M Ộ T | 17              | Big Bad Wolves                                     | Magnolia Pictures                                                                    | Aharon Keshales, Navot Papushado (đạo diễn); Lior Ashkenazi, Tzahi Grad, Doval'e Glickman, Rotem Keinan | [ 56 ]    |
| T H Á N G M Ộ T | 17              | Like Father, Like Son                              |                                                                                      | Hirokazu Koreeda (đạo diễn); Masaharu Fukuyama | [ 57 ]    |
| T H Á N G M Ộ T | 17              | Summer in February                                 | Metrodome Distribution                                                               | Christopher Menaul (đạo diễn); Dominic Cooper, Emily Browning, Dan Stevens, Hattie Morahan | [ 58 ]    |
| T H Á N G M Ộ T | 18              | Drunktown's Finest                                 | Sundance Channel                                                                     | |           |
| T H Á N G M Ộ T | 18              | Alive Inside: A Story of Music and Memory          | Projector Media / Ximotion Media                                                     | Michael Rossato-Bennett (đạo diễn/biên kịch) | [ 59 ]    |
| T H Á N G M Ộ T | 18              | Appropriate Behavior                               | Parkville Pictures                                                                   | Desiree Akhavan (đạo diễn/biên kịch); Desiree Akhavan, Rebecca Henderson, Scott Adsit, Halley Feiffer | [ 60 ]    |
| T H Á N G M Ộ T | 18              | Dear White People                                  | Duly Noted / Homegrown Pictures                                                      | Justin Simien (đạo diễn/biên kịch); Tyler James Williams, Tessa Thompson, Teyonah Parris, Brandon P Bell, Kyle Gallner, Brittany Curran, Dennis Haysbert, Marque Richardson | [ 61 ]    |
| T H Á N G M Ộ T | 18              | Difret                                             | Haile Addis Pictures                                                                 | Zeresenay Berhane Mehari (đạo diễn); Meron Getnet, Tizita Hagere | [ 62 ]    |
| T H Á N G M Ộ T | 18              | God Help the Girl                                  | Amplify                                                                              | Stuart Murdoch (đạo diễn); Emily Browning, Olly Alexander, Hannah Murray, Pierre Boulanger | [ 63 ]    |
| T H Á N G M Ộ T | 18              | I Origins                                          | Fox Searchlight Pictures                                                             | Mike Cahill (đạo diễn/biên kịch); Michael Pitt, Brit Marling, Àstrid Bergès-Frisbey, Steven Yeun | [ 64 ]    |
| T H Á N G M Ộ T | 18              | Love Is Strange                                    | Sony Pictures Classics                                                               | Ira Sachs (đạo diễn/biên kịch); Mauricio Zacharias (biên kịch); Alfred Molina, John Lithgow, Marisa Tomei | [ 65 ]    |
| T H Á N G M Ộ T | 18              | The Better Angels                                  | Brothers K Productions                                                               | A. J. Edwards (đạo diễn/biên kịch); Jason Clarke, Diane Kruger, Brit Marling, Wes Bentley, Braydon Denney | [ 66 ]    |
| T H Á N G M Ộ T | 18              | The Case Against 8                                 | Tripod Media                                                                         | Ben Cotner, Ryan White (đạo diễn/biên kịch) | [ 67 ]    |
| T H Á N G M Ộ T | 18              | Wish I Was Here                                    | Focus Features                                                                       | Zach Braff (đạo diễn/biên kịch); Adam J. Braff (biên kịch); Zach Braff, Kate Hudson, Jim Parsons, Mandy Patinkin, Ashley Greene, Joey King | [ 68 ]    |
| T H Á N G M Ộ T | 18              | Young Ones                                         | Screen Media Films                                                                   | Jake Paltrow (đạo diễn/biên kịch); Nicholas Hoult, Elle Fanning, Michael Shannon, Kodi Smit-McPhee | [ 69 ]    |
| T H Á N G M Ộ T | 19              | A Most Wanted Man                                  | Entertainment One                                                                    | Anton Corbijn (đạo diễn); Philip Seymour Hoffman, Rachel McAdams, Robin Wright, Willem Dafoe, Grigoriy Dobrygin | [ 70 ]    |
| T H Á N G M Ộ T | 19              | Thời thơ ấu                                        | IFC Films                                                                            | Richard Linklater (đạo diễn/biên kịch); Ethan Hawke, Patricia Arquette, Ellar Coltrane | [ 71 ]    |
| T H Á N G M Ộ T | 19              | Calvary                                            | Fox Searchlight Pictures                                                             | John Michael McDonagh (đạo diễn); Brendan Gleeson, Chris O'Dowd, Kelly Reilly, Aidan Gillen, Dylan Moran, Isaach de Bankolé, M. Emmet Walsh, Marie-Josée Croze, Domhnall Gleeson | [ 72 ]    |
| T H Á N G M Ộ T | 19              | Dead Snow: Red vs. Dead                            | Well Go USA Entertainment                                                            | Tommy Wirkola (đạo diễn); Vegar Hoel, Orjan Gamst, Martin Starr, Ingrid Haas, Jocelyn DeBoer, Stig Frode Henriksen, Kristoffer Joner | [ 73 ]    |
| T H Á N G M Ộ T | 20              | 20,000 Days on Earth                               | Drafthouse Films                                                                     | Iain Forsyth, Jane Pollard (đạo diễn); Iain Forsyth, Jane Pollard, Nick Cave (biên kịch) | [ 74 ]    |
| T H Á N G M Ộ T | 20              | The Signal                                         | Focus Features                                                                       | William Eubank (đạo diễn/biên kịch); Carlyle Eubank, David Frigerio (biên kịch); Brenton Thwaites, Olivia Cooke, Sarah Clarke, Laurence Fishburne | [ 75 ]    |
| T H Á N G M Ộ T | 20              | The Trip to Italy                                  | IFC Films                                                                            | Michael Winterbottom (đạo diễn/biên kịch); Rob Brydon, Steve Coogan | [ 76 ]    |
| T H Á N G M Ộ T | 21              | The One I Love                                     | The Weinstein Company                                                                | Charlie McDowell (đạo diễn); Mark Duplass, Elisabeth Moss, Ted Danson | [ 77 ]    |
| T H Á N G M Ộ T | 21              | Đột kích 2                                         | Sony Pictures Classics                                                               | Gareth Evans (đạo diễn/biên kịch); Iko Uwais, Tio Pakusadewo, Arifin Putra, Julie Estelle, Alex Abbad, Roy Marten | [ 78 ]    |
| T H Á N G M Ộ T | 24              | I, Frankenstein                                    | Lionsgate Films / Lakeshore Entertainment / SKE Films / Hopscotch Features           | Stuart Beattie (đạo diễn/biên kịch); Kevin Grevioux (biên kịch); Aaron Eckhart, Yvonne Strahovski, Bill Nighy, Miranda Otto, Jai Courtney, Kevin Grevioux, Socratis Otto | [ 79 ]    |
| T H Á N G M Ộ T | 24              | Jai Ho                                             | Sohail Khan Productions                                                              | Sohail Khan (đạo diễn); Dilip Shukla, AR Murugadoss (biên kịch); Salman Khan, Tabu, Daisy Shah, Danny Denzongpa, Nadira Babbar, Mohnish Bahl, Sana Khan, Mukul Dev, Mahesh Thakur | [ 80 ]    |
| T H Á N G M Ộ T | 24              | Gloria                                             | Roadside Attractions                                                                 | Sebastián Lelio (đạo diễn); Paulina García | [ 81 ]    |
| T H Á N G M Ộ T | 24              | Run & Jump                                         | Sundance Selects                                                                     | Steph Green (đạo diễn); Maxine Peake, Edward MacLiam, Will Forte, Ruth McCabe | [ 82 ]    |
| T H Á N G M Ộ T | 24              | 24 Exposures                                       | IFC Midnight                                                                         | Joe Swanberg (đạo diễn); Adam Wingard, Simon Barrett, Helen Rogers, Caroline White, Sophia Takal | [ 83 ]    |
| T H Á N G M Ộ T | 24              | Gimme Shelter                                      | Roadside Attractions                                                                 | Ron Krauss (đạo diễn); Vanessa Hudgens, James Earl Jones, Rosario Dawson, Brendan Fraser | [ 84 ]    |
| T H Á N G M Ộ T | 25              | The Idolmaster Movie: Beyond the Brilliant Future! | A-1 Pictures                                                                         | Atsushi Nishigori (đạo diễn); Tatsuya Takahashi (biên kịch) Eriko Nakamura, Asami Imai, Mayako Nigo, Azumi Asakura, Hiromi Hirata | [ 85 ]    |
| T H Á N G M Ộ T | 25              | Tây du ký: Đại náo Thiên cung                      | China Film Group                                                                     | Trịnh Bảo Thụy (đạo diễn); Szeto Kam-Yuen (biên kịch); Chân Tử Đan, Châu Nhuận Phát, Quách Phú Thành, Trần Kiều Ân, Hà Nhuận Đông, Trần Tuệ Lâm, Trương Tử Lâm, Lương Vịnh Kỳ, Louis Fan, La Trọng Khiêm                                                                                           | [ 86 ]    |
| T H Á N G M Ộ T | 27              | Non-Stop                                           | Universal Pictures / StudioCanal / Silver Pictures                                   | Jaume Collet-Serra (đạo diễn); Christopher Roach, John W. Richardson (biên kịch); Liam Neeson, Julianne Moore, Lupita Nyong'o, Nate Parker, Michelle Dockery, Scoot McNairy, Bar Paly | [ 87 ]    |
| T H Á N G M Ộ T | 27              | That Awkward Moment                                | FilmDistrict                                                                         | Tom Gormican (đạo diễn/biên kịch); Zac Efron, Michael B. Jordan, Miles Teller, Imogen Poots, Jessica Lucas, Mackenzie Davis | [ 88 ]    |
| T H Á N G M Ộ T | 29              | Jacky in Women's Kingdom                           | Pathé                                                                                | Riad Sattouf (đạo diễn/biên kịch/diễn viên); Vincent Lacoste, Charlotte Gainsbourg, Didier Bourdon | [ 89 ]    |
| T H Á N G M Ộ T | 30              | Cảnh sát người máy                                 | Metro-Goldwyn-Mayer / Columbia Pictures                                              | José Padilha (đạo diễn); Josh Zetumer, Nick Schenk (biên kịch); Joel Kinnaman, Gary Oldman, Michael Keaton, Samuel L. Jackson, Jackie Earle Haley, Jay Baruchel, Abbie Cornish, Jennifer Ehle, Michael Kenneth Williams                                                                            | [ 90 ]    |
| T H Á N G M Ộ T | 31              | Noble                                              | Destiny Films                                                                        | Stephen Bradley (đạo diễn); Deirdre O'Kane, Sarah Greene, Brendan Coyle, Mark Huberman, Ruth Negga | [ 91 ]    |
| T H Á N G M Ộ T | 31              | Best Night Ever                                    | Magnet Releasing                                                                     | Jason Friedberg and Aaron Seltzer (đạo diễn); Desiree Hall, Eddie Ritchard, Samantha Colburn, Crista Flanagan | [ 92 ]    |
| T H Á N G M Ộ T | 31              | Labor Day                                          | Paramount Pictures                                                                   | Jason Reitman (đạo diễn/biên kịch); Kate Winslet, Josh Brolin, Gattlin Griffith, Tobey Maguire | [ 93 ]    |
| T H Á N G H A I | 1               | Bộ phim Lego                                       | Warner Bros. Pictures / Warner Animation Group / Village Roadshow Pictures           | Phil Lord, Chris Miller (đạo diễn/biên kịch); Chris Pratt, Will Ferrell, Elizabeth Banks, Will Arnett, Nick Offerman, Alison Brie, Charlie Day, Liam Neeson, Morgan Freeman | [ 94 ]    |
| T H Á N G H A I | 2               | Barefoot                                           | Roadside Attractions                                                                 | Andrew Fleming (đạo diễn); Stephen Zotnowski (biên kịch); Evan Rachel Wood, Scott Speedman, Treat Williams, Kate Burton, J. K. Simmons | [ 95 ]    |
| T H Á N G H A I | 3               | A Few Cubic Meters of Love                         | DreamLab Films                                                                       | Jamshid Mahmoudi (đạo diễn); Jamshid Mahmoudi (biên kịch); Hasiba Ebrahimi | [ 96 ]    |
| T H Á N G H A I | 6               | The Grand Budapest Hotel                           | Fox Searchlight Pictures                                                             | Wes Anderson (đạo diễn/biên kịch); Ralph Fiennes, Tony Revolori, F. Murray Abraham, Mathieu Amalric, Adrien Brody, Willem Dafoe, Jeff Goldblum, Jude Law, Bill Murray, Edward Norton, Saoirse Ronan, Jason Schwartzman, Léa Seydoux, Tilda Swinton, Tom Wilkinson, Owen Wilson                     | [ 97 ]    |
| T H Á N G H A I | 7               | '71                                                | StudioCanal                                                                          | Yann Demange (đạo diễn); Gregory Burke (biên kịch); Jack O'Connell, Richard Dormer, Sean Harris, Sam Reid | [ 98 ]    |
| T H Á N G H A I | 7               | Cuộc phiêu lưu của Mr. Peabody & cậu bé Sherman    | 20th Century Fox / DreamWorks Animation                                              | Rob Minkoff (đạo diễn); Craig Wright (biên kịch); Ty Burrell, Max Charles, Stephen Colbert, Allison Janney, Ariel Winter, Leslie Mann | [ 99 ]    |
| T H Á N G H A I | 7               | Kho báu bị đánh cắp                                | Columbia Pictures / Fox 2000 Pictures                                                | George Clooney (đạo diễn/biên kịch); Grant Heslov (biên kịch); George Clooney, Matt Damon, Bill Murray, John Goodman, Jean Dujardin, Bob Balaban, Hugh Bonneville, Cate Blanchett | [ 100 ]   |
| T H Á N G H A I | 7               | Two Men in Town                                    | Artists & Company                                                                    | Rachid Bouchareb (đạo diễn); Forest Whitaker, Harvey Keitel, Ellen Burstyn, Luis Guzmán, Brenda Blethyn | [ 101 ]   |
| T H Á N G H A I | 7               | Vampire Academy                                    | The Weinstein Company                                                                | Mark Waters (đạo diễn); Dan Waters (biên kịch); Zoey Deutch, Lucy Fry, Danila Kozlovsky | [ 102 ]   |
| T H Á N G H A I | 10              | A Long Way Down                                    | Lionsgate                                                                            | Pascal Chaumeil (đạo diễn); Jack Thorne (biên kịch); Toni Collette, Pierce Brosnan, Aaron Paul, Imogen Poots | [ 103 ]   |
| T H Á N G H A I | 10              | The Dark Valley                                    | Films Distribution                                                                   | Andreas Prochaska (đạo diễn); Martin Ambrosch, Andreas Prochaska (biên kịch); Sam Riley | [ 104 ]   |
| T H Á N G H A I | 11              | About Last Night                                   | Screen Gems / Rainforest Films                                                       | Steve Pink (đạo diễn); Leslye Headland (biên kịch); Kevin Hart, Regina Hall, Michael Ealy, Joy Bryant | [ 105 ]   |
| T H Á N G H A I | 11              | The Two Faces of January                           | Timnick Films / StudioCanal / Working Title Films                                    | Hossein Amini (đạo diễn/biên kịch); Viggo Mortensen, Kirsten Dunst, Oscar Isaac | [ 106 ]   |
| T H Á N G H A I | 12              | 3 ngày đổi mạng                                    | Relativity Media / EuropaCorp                                                        | McG (đạo diễn); Luc Besson, Adi Hasak (biên kịch); Kevin Costner, Hailee Steinfeld, Amber Heard | [ 107 ]   |
| T H Á N G H A I | 12              | Người đẹp và quái vật                              | Pathé / Babelsberg Studio                                                            | Christophe Gans (đạo diễn/biên kịch); Sandra Vo-Anh (biên kịch); Vincent Cassel, Léa Seydoux, André Dussollier | [ 108 ]   |
| T H Á N G H A I | 12              | César Chávez                                       | Pantelion Films                                                                      | Diego Luna (đạo diễn); Keir Pearson (biên kịch); Michael Peña, America Ferrera, Rosario Dawson, John Malkovich | [ 109 ]   |
| T H Á N G H A I | 12              | Les Trois Frères, le retour                        | Pan-Européenne / Wild Bunch                                                          | Didier Bourdon (đạo diễn/biên kịch/nhà sản xuất/diễn viên); Bernard Campan (đạo diễn/biên kịch/nhà sản xuất/diễn viên); Pascal Légitimus (nhà sản xuất/diễn viên); Philippe Godeau (nhà sản xuất); Didier Bourdon, Bernard Campan, Pascal Légitimus                                                | [ 110 ]   |
| T H Á N G H A I | 13              | Chuyện tình mùa đông                               | Warner Bros. Pictures / Village Roadshow Pictures / Weed Road Pictures               | Akiva Goldsman (đạo diễn/biên kịch); Colin Farrell, Russell Crowe, Jessica Brown Findlay, Jennifer Connelly, Will Smith, William Hurt, Eva Marie Saint, Finn Wittrock, Matt Bomer, Kevin Durand | [ 111 ]   |
| T H Á N G H A I | 14              | Cuban Fury                                         | StudioCanal                                                                          | James Griffiths (đạo diễn); Jon Brown (biên kịch); Nick Frost, Rashida Jones, Olivia Colman, Chris O'Dowd, Wendi McLendon-Covey, Alexandra Roach | [ 112 ]   |
| T H Á N G H A I | 14              | Devil in the Detail                                | Sparrow Production                                                                   | Shirley Frimpong-Manso (đạo diễn); Nse Ikpe Etim, Adjetey Anang, Ecow Smith-Asante, Ama Ampofo | [ 113 ]   |
| T H Á N G H A I | 14              | Tình yêu bất tận                                   | Universal Pictures                                                                   | Shana Feste (đạo diễn/biên kịch); Josh Safran (biên kịch); Alex Pettyfer, Gabriella Wilde, Robert Patrick, Bruce Greenwood, Rhys Wakefield, Dayo Okeniyi, Emma Rigby, Joely Richardson | [ 114 ]   |
| T H Á N G H A I | 14              | Gunday                                             | Yash Raj Films                                                                       | Ali Abbas Zafar (đạo diễn/biên kịch); Ranveer Singh, Arjun Kapoor, Priyanka Chopra, Irrfan Khan, Saurabh Shukla, Pankaj Tripathi, Victor Banerjee, Deepraj Rana, Anant Sharma | [ 115 ]   |
| T H Á N G H A I | 18              | Thảm họa Pompeii                                   | TriStar Pictures                                                                     | Paul W. S. Anderson (đạo diễn); Lee Batchler, Janet Scott Batchler, Michael Robert Johnson, Julian Fellowes (biên kịch); Kit Harington, Emily Browning, Kiefer Sutherland, Jared Harris, Carrie-Anne Moss, Adewale Akinnuoye-Agbaje, Jessica Lucas                                                 | [ 116 ]   |
| T H Á N G H A I | 22              | Giovanni's Island                                  | Warner Bros. Pictures                                                                | Mizuho Nishikubo (đạo diễn); Shigemichi Sugita, Yoshiki Sakurai (biên kịch); Masachika Ichimura, Yukie Nakama, Kanako Yanagihara, Yūsuke Santamaria, Saburō Kitajima | [ 117 ]   |
| T H Á N G H A I | 22              | Vengeance                                          | ITN Productions                                                                      | Gil Medina (đạo diễn/biên kịch); Danny Trejo, Jason Mewes, 50 Cent, Donal Logue, Tech N9ne | [ 118 ]   |
| T H Á N G H A I | 26              | Supercondriaque                                    | Pathé                                                                                | Dany Boon (đạo diễn/biên kịch/diễn viên); Alice Pol, Kad Merad, Jean-Yves Berteloot, Marthe Villalonga, Valérie Bonneton | [ 119 ]   |
| T H Á N G H A I | 28              | Repentance                                         | Lionsgate / Codeblack Films                                                          | Philippe Caland (đạo diễn/biên kịch); Shintaro Shimosawa (biên kịch); Forest Whitaker, Anthony Mackie, Mike Epps, Nicole Ari Parker, Sanaa Lathan | [ 120 ]   |
| T H Á N G H A I | 28              | Son of God                                         | 20th Century Fox                                                                     | Christopher Spencer (đạo diễn/biên kịch); Richard Bedser, Colin Swash, Nic Young (biên kịch); Diogo Morgado, Roma Downey, Darwin Shaw | [ 121 ]   |
| T H Á N G B A   | 4               | 300: Đế chế trỗi dậy                               | Warner Bros. Pictures / Legendary Pictures                                           | Noam Murro (đạo diễn); Zack Snyder, Kurt Johnstad (biên kịch); Rodrigo Santoro, Eva Green, Sullivan Stapleton, Hans Matheson, Lena Headey | [ 122 ]   |
| T H Á N G B A   | 7               | Apaye                                              | Emem Isong Productions                                                               | Desmond Elliot, Niyi Akinmolaran (đạo diễn); Kanayo O. Kanayo, Mbong Amata, Belinda Effah, Clarion Chukwura | [ 123 ]   |
| T H Á N G B A   | 7               | Siêu đầu bếp                                       | Open Road Films                                                                      | Jon Favreau (đạo diễn/biên kịch); Jon Favreau, Sofía Vergara, Scarlett Johansson, John Leguizamo, Robert Downey Jr., Dustin Hoffman, Bobby Cannavale, Garry Shandling, Oliver Platt, Amy Sedaris                                                                                                   | [ 124 ]   |
| T H Á N G B A   | 8               | Neighbors                                          | Universal Pictures / Good Universe                                                   | Nicholas Stoller (đạo diễn); Andrew J. Cohen, Brendan O'Brien (biên kịch); Seth Rogen, Zac Efron, Rose Byrne, Christopher Mintz-Plasse, Dave Franco | [ 125 ]   |
| T H Á N G B A   | 8               | Predestination                                     | Screen Australia                                                                     | Michael Spierig (đạo diễn/biên kịch);Peter Spierig (đạo diễn/biên kịch); Ethan Hawke, Sarah Snook, Christopher Kirby | [ 126 ]   |
| T H Á N G B A   | 9               | Faults                                             | Screen Media Films                                                                   | Riley Stearns (đạo diễn/biên kịch); Mary Elizabeth Winstead, Leland Orser, Beth Grant, Jon Gries, Lance Reddick, Chris Ellis | [ 127 ]   |
| T H Á N G B A   | 9               | Vessel                                             | Filmbuff                                                                             | Diana Whitten (đạo diễn); Rebecca Gomperts | [ 128 ]   |
| T H Á N G B A   | 10              | Before I Disappear                                 | IFC Films                                                                            | Shawn Christensen (đạo diễn/biên kịch); Shawn Christensen, Fátima Ptacek, Emmy Rossum, Paul Wesley, Ron Perlman | [ 129 ]   |
| T H Á N G B A   | 10              | Noah: Đại hồng thủy                                | Paramount Pictures / Regency Enterprises                                             | Darren Aronofsky (đạo diễn/biên kịch); Ari Handel, John Logan (biên kịch); Russell Crowe, Jennifer Connelly, Logan Lerman, Emma Watson, Ray Winstone, Anthony Hopkins | [ 130 ]   |
| T H Á N G B A   | 11              | Muppets Most Wanted                                | Walt Disney Pictures                                                                 | James Bobin (đạo diễn/biên kịch); Nicholas Stoller (biên kịch); Ricky Gervais, Tina Fey, Ty Burrell | [ 131 ]   |
| T H Á N G B A   | 12              | Fiston                                             | uFilm / Monkey Pack Films                                                            | Pascal Bourdiaux (đạo diễn); Daive Cohen (biên kịch); Franck Dubosc, Kev Adams, Nora Arnezeder, Valérie Benguigui, Helena Noguerra | [ 132 ]   |
| T H Á N G B A   | 12              | Đam mê tốc độ                                      | Touchstone Pictures / DreamWorks Pictures / Reliance Entertainment / Electronic Arts | Scott Waugh (đạo diễn); George Gatins, John Gatins (biên kịch); Aaron Paul, Imogen Poots, Dominic Cooper, Michael Keaton, Ramón Rodríguez | [ 133 ]   |
| T H Á N G B A   | 13              | Captain America 2: Chiến binh mùa đông             | Disney / Marvel Studios                                                              | Anthony Russo, Joe Russo (đạo diễn); Stephen McFeely, Christopher Markus (biên kịch); Chris Evans, Scarlett Johansson, Sebastian Stan, Anthony Mackie, Cobie Smulders, Frank Grillo, Emily VanCamp, Hayley Atwell, Robert Redford, Samuel L. Jackson                                               | [ 134 ]   |
| T H Á N G B A   | 14              | Bad Words                                          | Focus Features                                                                       | Jason Bateman (đạo diễn); Jason Bateman, Kathryn Hahn, Rohan Chand, Ben Falcone, Philip Baker Hall, Allison Janney | [ 135 ]   |
| T H Á N G B A   | 14              | Better Living Through Chemistry                    | Samuel Goldwyn Films                                                                 | David Posamentier/Geoff Moore (đạo diễn/biên kịch); Sam Rockwell, Olivia Wilde, Michelle Monaghan, Ray Liotta, Ben Schwartz, Ken Howard, Jane Fonda | [ 136 ]   |
| T H Á N G B A   | 14              | The Single Moms Club                               | Lionsgate / Tyler Perry Studios                                                      | Tyler Perry (đạo diễn/biên kịch); Tyler Perry, Nia Long, Wendi McLendon-Covey, Zulay Henao, Cocoa Brown, Amy Smart | [ 137 ]   |
| T H Á N G B A   | 14              | Veronica Mars                                      | Warner Bros. Pictures                                                                | Rob Thomas (đạo diễn/biên kịch); Diane Ruggiero (biên kịch); Kristen Bell, Jason Dohring, Krysten Ritter, Ryan Hansen, Francis Capra, Percy Daggs III, Chris Lowell, Tina Majorino, Enrico Colantoni                                                                                               | [ 138 ]   |
| T H Á N G B A   | 15              | Rob the Mob                                        | Millennium Entertainment                                                             | Raymond De Felitta (đạo diễn); Jonathan Fernandez (writer); Michael Pitt, Nina Arianda, Ray Romano, Andy Garcia | [ 139 ]   |
| T H Á N G B A   | 18              | Dị biệt                                            | Summit Entertainment / Red Wagon Entertainment                                       | Neil Burger (đạo diễn); Evan Daugherty, Vanessa Taylor (biên kịch); Shailene Woodley, Kate Winslet, Theo James, Ansel Elgort, Zoë Kravitz, Maggie Q, Jai Courtney, Ray Stevenson, Mekhi Phifer, Miles Teller, Ben Lloyd-Hughes, Ben Lamb, Christian Madsen, Amy Newbold, Ashley Judd, Tony Goldwyn | [ 140 ]   |
| T H Á N G B A   | 19              | Nhiệm vụ cuối cùng                                 | Open Road Films                                                                      | David Ayer (đạo diễn/biên kịch); Skip Woods (biên kịch); Arnold Schwarzenegger, Mireille Enos, Sam Worthington, Joe Manganiello, Olivia Williams, Harold Perrineau, Josh Holloway, Terrence Howard, Max Martini                                                                                    | [ 141 ]   |
| T H Á N G B A   | 20              | Rio 2                                              | 20th Century Fox Animation / Blue Sky Studios                                        | Chris Wedge (nhà sản xuất), Carlos Saldanha (đạo diễn); Don Rhymer, Carlos Kotkin, Jenny Bicks, Yoni Brenner (biên kịch); Jesse Eisenberg, Anne Hathaway, Leslie Mann, Bruno Mars, Jemaine Clement, George Lopez, Jamie Foxx, will.i.am                                                            | [ 142 ]   |
| T H Á N G B A   | 21              | God's Not Dead                                     | Pure Flix Entertainment                                                              | Harold Cronk (đạo diễn); Willie Robertson, David A. R. White, Shane Harper, Kevin Sorbo, Korie Robertson, Dean Cain | [ 143 ]   |
| T H Á N G B A   | 28              | Breathe In                                         | Cohen Media                                                                          | Drake Doremus (đạo diễn); Guy Pearce, Felicity Jones, Amy Ryan, Mackenzie Davis | [ 144 ]   |
| T H Á N G B A   | 28              | Render to Caesar                                   | Mighty Man Entertainment                                                             | Desmond Ovbiagele, Onyekachi Ejim (đạo diễn); Wale Ojo, Gbenga Akinnagbe, Omoni Oboli, Bimbo Manuel | [ 145 ]   |
| T H Á N G B A   | 31              | Người Nhện siêu đẳng 2: Sự trỗi dậy của Người Điện | Columbia Pictures / Marvel Entertainment                                             | Marc Webb (đạo diễn); James Vanderbilt, Alex Kurtzman, Roberto Orci, Jeff Pinkner (biên kịch); Andrew Garfield, Emma Stone, Jamie Foxx, Dane DeHaan, Colm Feore, Felicity Jones, Campbell Scott, Embeth Davidtz, Paul Giamatti, Sally Field, Marton Csokas                                         | [ 146 ]   |
| T H Á N G B A   | 31              | Vợ, người yêu, người tình                          | 20th Century Fox                                                                     | Nick Cassavetes (đạo diễn); Melissa Stack (biên kịch; Cameron Diaz, Leslie Mann, Kate Upton, Nikolaj Coster-Waldau, Taylor Kinney, Nicki Minaj, Don Johnson | [ 147 ]   |

### Tháng tư–Tháng sáu
| Ngày công chiếu | Ngày công chiếu | Tựa đề                                              | Ngày phát hành                                                                          | Diễn viên và người thực hiện | Chú thích |
| --------------- | --------------- | --------------------------------------------------- | --------------------------------------------------------------------------------------- | --- | --------- |
| T H Á N G T Ư   | 4               | Island of Lemurs: Madagascar                        | Warner Bros. Pictures                                                                   | David Douglas (đạo diễn); Morgan Freeman | [ 148 ]   |
| T H Á N G T Ư   | 6               | Where Hope Grows                                    | Roadside Attractions                                                                    | Chris Dowling (đạo diễn/biên kịch); Kristoffer Polaha, David DeSanctis, William Zabka, Brooke Burns, McKaley Miller | [ 149 ]   |
| T H Á N G T Ư   | 7               | Ngày tuyển chọn                                     | Summit Entertainment / OddLot Entertainment                                             | Ivan Reitman (đạo diễn); Rajiv Joseph, Scott Rothman (biên kịch); Kevin Costner, Jennifer Garner, Denis Leary, Frank Langella, Tom Welling, Sam Elliott, Ellen Burstyn, Chadwick Boseman | [ 150 ]   |
| T H Á N G T Ư   | 10              | The Quiet Ones                                      | Lionsgate / Exclusive Media / Traveling Picture Show Company / Hammer Film Productions  | John Pogue (đạo diễn/biên kịch); Jared Harris, Sam Claflin, Erin Richards, Olivia Cooke | [ 151 ]   |
| T H Á N G T Ư   | 10              | Trí tuệ siêu việt                                   | Warner Bros. Pictures / Alcon Entertainment                                             | Wally Pfister (đạo diễn); Jack Paglen (biên kịch); Johnny Depp, Paul Bettany, Rebecca Hall, Kate Mara, Morgan Freeman, Cole Hauser | [ 152 ]   |
| T H Á N G T Ư   | 16              | Heaven Is for Real                                  | TriStar Pictures / Roth Films                                                           | Randall Wallace (đạo diễn/biên kịch); Greg Kinnear, Kelly Reilly, Connor Corum, Thomas Haden Church, Jacob Vargas, Nancy Sorel, Lane Styles | [ 153 ]   |
| T H Á N G T Ư   | 17              | The Identical                                       | Freestyle Releasing                                                                     | Dustin Marcellino (đạo diễn); Howie Klausner (biên kịch); Ray Liotta, Ashley Judd, Seth Green, Brian Geraghty, Joe Pantoliano, Blake Rayne, Erin Cottrell, Amanda Crew | [ 154 ]   |
| T H Á N G T Ư   | 17              | Virunga                                             | Netflix                                                                                 | Orlando von Einsiedel (đạo diễn) | [ 155 ]   |
| T H Á N G T Ư   | 17              | Preservation                                        | Present Pictures                                                                        | Christopher Denham (đạo diễn/biên kịch); Wrenn Schmidt, Pablo Schreiber, Aaron Staton | [ 156 ]   |
| T H Á N G T Ư   | 18              | 2 States                                            | Dharma Productions / Nadiadwala Grandson Entertainment                                  | Abhishek Varman (đạo diễn); Chetan Bhagat (biên kịch); Arjun Kapoor, Alia Bhatt, Amrita Singh, Revathi, Ronit Roy, Shiv Kumar Subramaniam, Achint Kaur | [ 157 ]   |
| T H Á N G T Ư   | 18              | A Haunted House 2                                   | Open Road Films                                                                         | Michael Tiddes (đạo diễn); Marlon Wayans, Rick Alvarez (biên kịch); Marlon Wayans, Jaime Pressly, Essence Atkins, Cedric the Entertainer, Gabriel Iglesias | [ 158 ]   |
| T H Á N G T Ư   | 18              | Bears                                               | Disneynature                                                                            | Keith Scholey, Alastair Fothergill, Adam Chapman (đạo diễn); John C. Reilly | [ 159 ]   |
| T H Á N G T Ư   | 18              | Knocking on Heaven's Door                           | Royal Arts Academy                                                                      | Desmond Elliot (đạo diễn); Ini Edo, Emem Isong | [ 160 ]   |
| T H Á N G T Ư   | 19              | Detective Conan: Dimensional Sniper                 | Toho                                                                                    | Kobun Shizuno (đạo diễn); Kazunari Kouchi (biên kịch); Minami Takayama, Wakana Yamazaki, Rikiya Koyama, Kappei Yamaguchi, Megumi Hayashibara | [ 161 ]   |
| T H Á N G T Ư   | 19              | Next Goal Wins                                      | Icon Productions                                                                        | Mike Brett, Steve Jamison (đạo diễn); Kristian Brodie (nhà sản xuất); Thomas Rongen | [ 162 ]   |
| T H Á N G T Ư   | 23              | Khu nguy hiểm                                       | Relativity Media / EuropaCorp                                                           | Camille Delamarre (đạo diễn); Luc Besson, Robert Mark Kamen (biên kịch); Paul Walker, David Belle, RZA | [ 163 ]   |
| T H Á N G T Ư   | 26              | A Brony Tale                                        | Hodgee Films                                                                            | Brent Hodge (đạo diễn); Ashleigh Ball, Donald Rhoades, Andrea Libman, Nicole Oliver, Mike Bernstein | [ 164 ]   |
| T H Á N G N Ă M | 2               | 8 tiếng điên cuồng                                  | Focus Features / Lakeshore Entertainment                                                | Steven Brill (đạo diễn/biên kịch); Elizabeth Banks, James Marsden, Gillian Jacobs, Sarah Wright, Ethan Suplee, Oliver Hudson, Willie Garson | [ 165 ]   |
| T H Á N G N Ă M | 6               | Million Dollar Arm                                  | Walt Disney Pictures                                                                    | Craig Gillespie (đạo diễn); Tom McCarthy (biên kịch); Jon Hamm, Aasif Mandvi, Bill Paxton, Suraj Sharma, Lake Bell, Alan Arkin | [ 166 ]   |
| T H Á N G N Ă M | 8               | Quái vật Godzilla                                   | Warner Bros. Pictures / Legendary Pictures                                              | Gareth Edwards (đạo diễn); Max Borenstein, Dave Callaham, Frank Darabont (biên kịch); Aaron Taylor-Johnson, Ken Watanabe, Elizabeth Olsen, Bryan Cranston, Juliette Binoche, Sally Hawkins, David Strathairn                                                                                                 | [ 167 ]   |
| T H Á N G N Ă M | 9               | Moms' Night Out                                     | TriStar Pictures                                                                        | Andrew Erwin and Jon Erwin (đạo diễn); Sarah Drew, Trace Adkins, Sean Astin, Patricia Heaton | [ 168 ]   |
| T H Á N G N Ă M | 10              | X-Men: Ngày cũ của tương lai                        | 20th Century Fox / TSG Entertainment / Bad Hat Harry Productions / Marvel Entertainment | Bryan Singer (đạo diễn); Simon Kinberg (biên kịch); Hugh Jackman, James McAvoy, Michael Fassbender, Halle Berry, Jennifer Lawrence, Ellen Page, Anna Paquin, Shawn Ashmore, Nicholas Hoult, Peter Dinklage, Ian McKellen, Patrick Stewart                                                                    | [ 169 ]   |
| T H Á N G N Ă M | 15              | Timbuktu                                            | Cohen Media Group                                                                       | Abderrahmane Sissako (đạo diễn); Abel Jafri, Hichem Yacoubi | [ 170 ]   |
| T H Á N G N Ă M | 16              | Bí kíp luyện rồng 2                                 | 20th Century Fox / DreamWorks Animation                                                 | Dean DeBlois (đạo diễn/biên kịch); Jay Baruchel, Gerard Butler, Craig Ferguson, America Ferrera, Jonah Hill, Christopher Mintz-Plasse, T. J. Miller, Kristen Wiig, Kit Harington, Djimon Hounsou, Cate Blanchett                                                                                             | [ 171 ]   |
| T H Á N G N Ă M | 16              | The Fault in Our Stars                              | 20th Century Fox                                                                        | Josh Boone (đạo diễn); Scott Neustadter, Michael H. Weber (biên kịch); Shailene Woodley, Ansel Elgort | [ 172 ]   |
| T H Á N G N Ă M | 17              | Cuộc đi săn của quỷ                                 | RADiUS-TWC                                                                              | David Robert Mitchell (đạo diễn/biên kịch); Maika Monroe, Keir Gilchrist, Daniel Zovatto, Jake Weary, Olivia Luccardi, Lili Sepe | [ 173 ]   |
| T H Á N G N Ă M | 17              | Run                                                 | Bac Films                                                                               | Philippe Lacôte (đạo diễn); Abdoul Karim Konaté | [ 174 ]   |
| T H Á N G N Ă M | 17              | Saint Laurent                                       | EuropaCorp / Mandarin Cinéma                                                            | Bertrand Bonello (đạo diễn/biên kịch); Gaspard Ulliel, Jérémie Renier, Louis Garrel, Léa Seydoux, Amira Casar, Aymeline Valade, Helmut Berger | [ 175 ]   |
| T H Á N G N Ă M | 17              | The Salvation                                       | Nordisk Film                                                                            | Kristian Levring (đạo diễn); Mads Mikkelsen, Eva Green, Eric Cantona, Mikael Persbrandt, Jeffrey Dean Morgan, Jonathan Pryce, Michael Raymond-James | [ 176 ]   |
| T H Á N G N Ă M | 17              | Wild Tales                                          | El Deseo                                                                                | Damián Szifron (đạo diễn); Damián Szifron (biên kịch); Ricardo Darín, Oscar Martínez, Leonardo Sbaraglia, Érica Rivas, Rita Cortese, Julieta Zylberberg, Darío Grandinetti | [ 177 ]   |
| T H Á N G N Ă M | 18              | The Rover                                           | A24 Films                                                                               | David Michôd (đạo diễn/biên kịch); Guy Pearce, Robert Pattinson, Scoot McNairy | [ 178 ]   |
| T H Á N G N Ă M | 19              | Foxcatcher                                          | Sony Pictures Classics / Annapurna Pictures                                             | Bennett Miller (đạo diễn); E. Max Frye, Dan Futterman (biên kịch); Channing Tatum, Steve Carell, Mark Ruffalo | [ 179 ]   |
| T H Á N G N Ă M | 20              | Mischief Night                                      | RLJ Entertainment                                                                       | |           |
| T H Á N G N Ă M | 21              | The Search                                          | La Petite Reine                                                                         | Michel Hazanavicius (đạo diễn/biên kịch); Bérénice Bejo, Annette Bening, Maksim Emelyanov | [ 180 ]   |
| T H Á N G N Ă M | 23              | Kỳ nghỉ chết cười                                   | Warner Bros. Pictures / Happy Madison Productions                                       | Frank Coraci (đạo diễn); Clare Sera, Ivan Menchell (biên kịch); Adam Sandler, Drew Barrymore, Bella Thorne, Emma Fuhrmann, Terry Crews, Joel McHale, Wendi McLendon-Covey, Kevin Nealon | [ 181 ]   |
| T H Á N G N Ă M | 23              | Giờ phút sinh tử                                    | Lionsgate                                                                               | Phil Alden Robinson (đạo diễn); Daniel Taplitz (biên kịch); Jack McBrayer, Robin Williams, Mila Kunis, Peter Dinklage, James Earl Jones, Melissa Leo, Hamish Linklater, Richard Kind, Isiah Whitlock Jr., Sutton Foster, Lee Garlington                                                                      | [ 182 ]   |
| T H Á N G N Ă M | 28              | Cuộc chiến luân hồi                                 | Warner Bros. Pictures / Village Roadshow Pictures / RatPac Entertainment                | Doug Liman (đạo diễn); Dante Harper, Christopher McQuarrie, Jez Butterworth, John-Henry Butterworth (biên kịch); Tom Cruise, Emily Blunt, Bill Paxton, Brendan Gleeson, Noah Taylor, Kick Gurry, Charlotte Riley                                                                                             | [ 183 ]   |
| T H Á N G N Ă M | 28              | Tiên hắc ám                                         | Walt Disney Pictures                                                                    | Robert Stromberg (đạo diễn); Linda Woolverton (biên kịch); Angelina Jolie, Sharlto Copley, Elle Fanning, Sam Riley, Imelda Staunton, Juno Temple, Lesley Manville | [ 184 ]   |
| T H Á N G N Ă M | 29              | Make a Move                                         | Avizzle Productions                                                                     | Niyi Akinmolayan (đạo diễn); Ivie Okujaye, Tina Mba, Beverly Naya, Wale Adebayo | [ 185 ]   |
| T H Á N G N Ă M | 30              | Triệu kiểu chết miền viễn Tây                       | Universal Pictures / Media Rights Capital                                               | Seth MacFarlane (đạo diễn/biên kịch); Alec Sulkin, Wellesley Wild (biên kịch); Seth MacFarlane, Charlize Theron, Liam Neeson, Neil Patrick Harris, Sarah Silverman, Giovanni Ribisi, Amanda Seyfried, Rex Linn, Allyn Rachel, Ralph Garman, Bill Maher                                                       | [ 186 ]   |
| T H Á N G S Á U | 1               | Being Mrs Elliot                                    | Dioni Visions                                                                           | Omoni Oboli (đạo diễn); Majid Michel, Omoni Oboli, Ayo Makun, Sylvia Oluchy, Seun Akindele, Uru Eke, Lepacious Bose | [ 187 ]   |
| T H Á N G S Á U | 4               | Cớm đại học                                         | Columbia Pictures / Metro-Goldwyn-Mayer / Original Film                                 | Phil Lord, Chris Miller (đạo diễn); Michael Bacall, Jonah Hill (biên kịch); Channing Tatum, Jonah Hill, Ice Cube, Peter Stormare, Nick Offerman | [ 188 ]   |
| T H Á N G S Á U | 5               | Jersey Boys                                         | Warner Bros. Pictures / RatPac Entertainment / GK Films                                 | Clint Eastwood (đạo diễn); John Logan (biên kịch); John Lloyd Young, Erich Bergen, Vincent Piazza, Michael Lamenda, Christopher Walken | [ 189 ]   |
| T H Á N G S Á U | 6               | Holiday: A Soldier Is Never Off Duty                | Hari Om Entertainment / Sunshine Pictures                                               | AR Murugadoss (đạo diễn/biên kịch); Akshay Kumar, Sonakshi Sinha, Sumeet Raghavan, Freddy Daruwala | [ 190 ]   |
| T H Á N G S Á U | 14              | Earth to Echo                                       | Relativity Media / Panay Films                                                          | Dave Green (đạo diễn); Henry Gayden, Andrew Panay (biên kịch); Astro, Teo Halm, Reese Hartwig, Ella Wahlestedt | [ 191 ]   |
| T H Á N G S Á U | 19              | Transformers 4: Kỷ nguyên hủy diệt                  | Paramount Pictures / Hasbro Studios                                                     | Michael Bay (đạo diễn); Ehren Kruger (biên kịch); Mark Wahlberg, Nicola Peltz, Jack Reynor, Kelsey Grammer, Sophia Myles, Stanley Tucci, T. J. Miller, Titus Welliver, Li Bingbing, Han Geng, Peter Cullen, Robert Foxworth, Reno Wilson, Mark Ryan, Frank Welker, John DiMaggio, John Goodman, Ken Watanabe | [ 192 ]   |
| T H Á N G S Á U | 20              | Think Like a Man Too                                | Screen Gems / Will Packer Productions                                                   | Tim Story (đạo diễn); Keith Merryman, David A. Newman (biên kịch); Kevin Hart, Regina Hall, Terrence J, Jerry Ferrara, Gabrielle Union, Michael Ealy, Taraji P. Henson, Romany Malco, Meagan Good | [ 193 ]   |
| T H Á N G S Á U | 26              | Sự khởi đầu của hành tinh khỉ                       | 20th Century Fox / Chernin Entertainment                                                | Matt Reeves (đạo diễn); Scott Z. Burns, Rick Jaffa and Amanda Silver, Mark Bomback (biên kịch); Andy Serkis, Gary Oldman, Jason Clarke, Kodi Smit-McPhee, Keri Russell, Judy Greer | [ 194 ]   |
| T H Á N G S Á U | 27              | Ek Villain                                          | Balaji Motion Pictures                                                                  | Mohit Suri (đạo diễn); Milap Zaveri, Tushar Hiranandani (biên kịch); Riteish Deshmukh, Sidharth Malhotra, Shraddha Kapoor, Aamna Sharif | [ 195 ]   |
| T H Á N G S Á U | 27              | Mrs. Brown's Boys D'Movie                           | Universal Pictures / BBC Films                                                          | Ben Kellett (đạo diễn); Brendan O'Carroll (biên kịch); Brendan O'Carroll, Eilish O'Carroll, Nick Nevern, Paddy Houlihan, Fiona O'Carroll, Jennifer Gibney | [ 196 ]   |
| T H Á N G S Á U | 27              | The Breakup Guru                                    | China Lion                                                                              | Du Bạch Mi (đạo diễn); Đặng Siêu, Dương Mịch | [ 197 ]   |
| T H Á N G S Á U | 27              | Chuyến tàu băng giá                                 | The Weinstein Company                                                                   | Bong Joon-ho (đạo diễn/biên kịch); Kelly Masterson (biên kịch); Chris Evans, Song Kang-ho, Tilda Swinton, Jamie Bell, Octavia Spencer, Ewen Bremner, Ko Asung, John Hurt, Ed Harris | [ 198 ]   |
| T H Á N G S Á U | 27              | Whitey: United States of America v. James J. Bulger | Magnolia Pictures                                                                       | Joe Berlinger (đạo diễn); Rachel Weisz | [ 199 ]   |

### Tháng bảy–Tháng chín
| Ngày công chiếu   | Ngày công chiếu | Tựa đề                                          | Hãng phát hành | Diễn viên và người thực hiện | Chú thích |
| ----------------- | --------------- | ----------------------------------------------- | --- | --- | --------- |
| T H Á N G B Ả Y   | 2               | Linh hồn báo thù                                | Screen Gems / Jerry Bruckheimer Films                                                                                        | Scott Derrickson (đạo diễn/biên kịch) Paul Harris Boardman (biên kịch); Eric Bana, Édgar Ramírez, Olivia Munn, Joel McHale | [ 200 ]   |
| T H Á N G B Ả Y   | 2               | Tammy                                           | Warner Bros. Pictures / New Line Cinema / Gary Sanchez Productions                                                           | Ben Falcone (đạo diễn/biên kịch); Melissa McCarthy (biên kịch); Melissa McCarthy, Susan Sarandon, Allison Janney, Toni Collette, Sandra Oh, Dan Aykroyd, Kathy Bates | [ 201 ]   |
| T H Á N G B Ả Y   | 2               | America: Imagine the World Without Her          | Lionsgate | Dinesh D'Souza, John Sullivan (đạo diễn); Dinesh D'Souza | [ 202 ]   |
| T H Á N G B Ả Y   | 2               | School Dance                                    | Lionsgate | Nick Cannon (đạo diễn); Bobb'e J. Thompson, The Ranger$, Luenell, Mike Epps, Katt Williams, Kristina DeBarge, Tiffany Haddish, George Lopez, Wilmer Valderrama | [ 203 ]   |
| T H Á N G B Ả Y   | 2               | Premature                                       | IFC Films | Dan Beers (đạo diễn); John Karna, Katie Findlay, Craig Roberts, Alan Tudyk | [ 204 ]   |
| T H Á N G B Ả Y   | 3               | Desert Dancer                                   | Relativity Media / May 13 Films                                                                                              | Richard Raymond (đạo diễn); Reece Ritchie, Freida Pinto, Nazanin Boniadi, Tom Cullen, Marama Corlett, Akin Gazi | [ 205 ]   |
| T H Á N G B Ả Y   | 4               | Dị biến                                         | Universal Pictures / Unstoppable Entertainment / The Tea Shop & Film Company                                                 | Noel Clarke (đạo diễn/biên kịch); Ian Somerhalder, Luke Hemsworth, Alexis Knapp, Brian Cox | [ 206 ]   |
| T H Á N G B Ả Y   | 15              | Planes 2: Anh hùng và biển lửa                  | Walt Disney Pictures / DisneyToon Studios                                                                                    | Roberts Gannaway (đạo diễn); Jeffrey M. Howard (biên kịch); Dane Cook, Stacy Keach, Brad Garrett, Danny Mann, Teri Hatcher, Cedric the Entertainer, Julie Bowen, Ed Harris, Wes Studi, Dale Dye, Fred Willard, Jerry Stiller, Patrick Warburton, Brad Paisley                                | [ 207 ]   |
| T H Á N G B Ả Y   | 18              | Persecuted                                      | One Media LLC / Millennium Entertainment                                                                                     | Daniel Lusko (đạo diễn/biên kịch); James Remar, Fred Thompson, Gretchen Carlson, Dean Stockwell, Bruce Davison, Brad Stine, Natalie Grant | [ 208 ]   |
| T H Á N G B Ả Y   | 18              | Sex Tape                                        | Columbia Pictures / Escape Artists                                                                                           | Jake Kasdan (đạo diễn); Kate Angelo (biên kịch); Cameron Diaz, Jason Segel, Rob Corddry, Ellie Kemper, Jack Black, Rob Lowe | [ 209 ]   |
| T H Á N G B Ả Y   | 18              | The Purge: Anarchy                              | Universal Pictures / Blumhouse Productions / Platinum Dunes                                                                  | James DeMonaco (đạo diễn/biên kịch); Frank Grillo, Michael K. Williams, Zach Gilford, Carmen Ejogo, Kiele Sanchez, Chad Morgan | [ 210 ]   |
| T H Á N G B Ả Y   | 19              | Pokémon: Diancie và chiếc kén hủy diệt          | OLM, Inc. / Toho | Kunihiko Yuyama (đạo diễn); Hideki Sonoda (biên kịch); Rica Matsumoto, Ikue Ōtani, Yūki Kaji, Mariya Ise, Mayuki Makiguchi, Marika Matsumoto | [ 211 ]   |
| T H Á N G B Ả Y   | 19              | When Marnie Was There                           | Studio Ghibli | Hiromasa Yonebayashi (đạo diễn); Sara Takatsuki, Kasumi Arimura, Hana Sugisaki, Hitomi Kuroki, Ryoko Moriyama, Nanako Matsushima, Susumu Terajima | [ 212 ]   |
| T H Á N G B Ả Y   | 20              | Unfriended                                      | Universal Pictures / Blumhouse Productions                                                                                   | Levan Gabriadze (đạo diễn); Nelson Greaves (biên kịch); Shelley Hennig, Renee Olstead, Jacob Wysocki, Will Peltz | [ 213 ]   |
| T H Á N G B Ả Y   | 20              | Veve                                            | One Fine Day Films | Simon Mukali (đạo diễn); Lowri Odhiambo, Emo Rugene, Lizz Njagah | [ 214 ]   |
| T H Á N G B Ả Y   | 21              | Angry Video Game Nerd: The Movie                | Cinemassacre Productions | James Rolfe, Kevin Finn (đạo diễn/biên kịch); James Rolfe, Sarah Glendening, Stephen Mendel, Helena Barrett, Time Winters, Eddie Pepitone, Bobby Charles Reed, Jeremy Suarez | [ 215 ]   |
| T H Á N G B Ả Y   | 21              | Vệ binh dải Ngân Hà                             | Disney / Marvel Studios | James Gunn (đạo diễn/biên kịch); Nicole Perlman (biên kịch); Chris Pratt, Zoe Saldana, Dave Bautista, Vin Diesel, Bradley Cooper, Lee Pace, Michael Rooker, Karen Gillan, Djimon Hounsou, John C. Reilly, Peter Serafinowicz, Glenn Close, Benicio del Toro, Josh Brolin, Seth Green         | [ 216 ]   |
| T H Á N G B Ả Y   | 25              | And So It Goes                                  | Clarius Entertainment | Rob Reiner (đạo diễn); Mark Andrus (biên kịch); Michael Douglas, Diane Keaton, Yaya DaCosta, Sterling Jerins, Paloma Guzmán, Frances Sternhagen, Andy Karl | [ 217 ]   |
| T H Á N G B Ả Y   | 25              | Héc-quyn                                        | Paramount Pictures / Metro-Goldwyn-Mayer                                                                                     | Brett Ratner (đạo diễn); Ryan Condal, Evan Spiliotopoulos (biên kịch); Dwayne Johnson, Ian McShane, Rufus Sewell, Joseph Fiennes, Peter Mullan, John Hurt | [ 218 ]   |
| T H Á N G B Ả Y   | 25              | Kick                                            | Nadiadwala Grandson Entertainment                                                                                            | Sajid Nadiadwala (đạo diễn); Rajat Arora, Chetan Bhagat (biên kịch); Salman Khan, Jacqueline Fernandez, Randeep Hooda, Nawazuddin Siddiqui, Mithun Chakraborty | [ 219 ]   |
| T H Á N G B Ả Y   | 25              | Lucy                                            | Universal Pictures | Luc Besson (đạo diễn/biên kịch); Scarlett Johansson, Morgan Freeman, Choi Min-sik | [ 220 ]   |
| T H Á N G B Ả Y   | 25              | Magic in the Moonlight                          | Sony Pictures Classics | Woody Allen (đạo diễn/biên kịch); Emma Stone, Colin Firth, Hamish Linklater, Marcia Gay Harden, Jacki Weaver, Erica Leerhsen, Eileen Atkins, Simon McBurney, Antonia Clarke, Jeremy Shamos                                                                                                   | [ 221 ]   |
| T H Á N G B Ả Y   | 25              | The Fluffy Movie                                | Open Road Films | Manny Rodriguez (đạo diễn); Gabriel Iglesias (biên kịch); Gabriel Iglesias | [ 222 ]   |
| T H Á N G B Ả Y   | 29              | Ninja Rùa                                       | Paramount Pictures / Nickelodeon Movies / Platinum Dunes                                                                     | Jonathan Liebesman (đạo diễn); Megan Fox, Johnny Knoxville, Alan Ritchson, Noel Fisher, Jeremy Howard, William Fichtner, Tony Shalhoub, Will Arnett, Whoopi Goldberg | [ 223 ]   |
| T H Á N G T Á M   | 1               | Get on Up                                       | Universal Pictures / Imagine Entertainment                                                                                   | Tate Taylor (đạo diễn); Jez Butterworth, John-Henry Butterworth (biên kịch); Chadwick Boseman, Nelsan Ellis, Brandon Mychal Smith, Jill Scott, Tika Sumpter, Viola Davis, Octavia Spencer, Dan Aykroyd                                                                                       | [ 224 ]   |
| T H Á N G T Á M   | 4               | Biệt đội đánh thuê 3                            | Lionsgate / Millennium Films                                                                                                 | Patrick Hughes (đạo diễn); Sylvester Stallone, Arnold Schwarzenegger, Harrison Ford, Mel Gibson, Jason Statham, Lý Liên Kiệt, Dolph Lundgren, Kelsey Grammer, Terry Crews, Randy Couture, Wesley Snipes, Antonio Banderas, Ronda Rousey, Victor Ortiz, Kellan Lutz, Glen Powell, Gregg Henry | [ 225 ]   |
| T H Á N G T Á M   | 4               | When the Game Stands Tall                       | TriStar Pictures / Affirm Films / Mandalay Pictures                                                                          | Thomas Carter (đạo diễn); Jim Caviezel, Laura Dern, Michael Chiklis, Alexander Ludwig | [ 226 ]   |
| T H Á N G T Á M   | 6               | The Inbetweeners 2                              | Film4 Productions | Damon Beesley (đạo diễn); Simon Bird, James Buckley, Blake Harrison, Joe Thomas | [ 227 ]   |
| T H Á N G T Á M   | 8               | Cuồng phong thịnh nộ                            | Warner Bros. Pictures / New Line Cinema / Village Roadshow Pictures                                                          | Steven Quale (đạo diễn); John Swetnam (biên kịch); Richard Armitage, Jeremy Sumpter, Sarah Wayne Callies, Nathan Kress | [ 228 ]   |
| T H Á N G T Á M   | 8               | Stand by Me Doraemon                            | Toho | Takashi Yamazaki, Ryuichi Yagi (đạo diễn); Wasabi Mizuta, Megumi Ōhara, Yumi Kakazu, Tomokazu Seki, Subaru Kimura, Yoshiko Kamei | [ 229 ]   |
| T H Á N G T Á M   | 8               | Step Up: All In                                 | Summit Entertainment | Trish Sie (đạo diễn); John Swetnam (biên kịch); Ryan Guzman, Briana Evigan, Alyson Stoner, Adam Sevani, Mari Koda, Christopher Scott, Luis Rosado | [ 230 ]   |
| T H Á N G T Á M   | 8               | Hành trình 100 bước chân                        | Touchstone Pictures / DreamWorks Pictures / Reliance Entertainment / Participant Media / Imagination Abu Dhabi / Harpo Films | Lasse Hallström (đạo diễn); Steven Knight (biên kịch); Helen Mirren, Manish Dayal | [ 231 ]   |
| T H Á N G T Á M   | 11              | Người truyền ký ức                              | The Weinstein Company / Walden Media                                                                                         | Phillip Noyce (đạo diễn); Vadim Perelman (biên kịch); Jeff Bridges, Brenton Thwaites, Meryl Streep, Alexander Skarsgård, Katie Holmes, Taylor Swift, Odeya Rush, Cameron Monaghan | [ 232 ]   |
| T H Á N G T Á M   | 11              | Men Who Save the World                          | Everything Films / Volya Films / Flying Films / Mandra films                                                                 | Liew Seng Tat (đạo diễn); Wan Hanafi Su, Soffi Jikan, Harun Salim Bachik, Jalih Hamid | [ 233 ]   |
| T H Á N G T Á M   | 13              | Let's Be Cops                                   | 20th Century Fox | Luke Greenfield (đạo diễn/biên kịch); Nicholas Thomas (biên kịch); Jake Johnson, Damon Wayans Jr. | [ 234 ]   |
| T H Á N G T Á M   | 14              | Anjaan                                          | UTV Motion Pictures | Lingusamy (đạo diễn); Suriya, Samantha, Vidyut Jamwal, Manoj Bajpai, Brahmanandam | [ 235 ]   |
| T H Á N G T Á M   | 15              | Hector and the Search for Happiness             | Relativity Media | Peter Chelsom (đạo diễn); Peter Chelsom, Tinker Lindsay, Maria von Heland (biên kịch); Simon Pegg, Toni Collette, Rosamund Pike, Stellan Skarsgård, Christopher Plummer | [ 236 ]   |
| T H Á N G T Á M   | 15              | Singham Returns                                 | Ajay Devgn Films / Rohit Shetty Productions                                                                                  | Rohit Shetty (đạo diễn); Sajid-Farhad, Yunus Sajawal (biên kịch); Ajay Devgan, Kareena Kapoor Khan, Amole Gupte, Anupam Kher, Dayanand Shetty | [ 237 ]   |
| T H Á N G T Á M   | 18              | If I Stay                                       | Warner Bros. Pictures / New Line Cinema / Metro-Goldwyn-Mayer                                                                | R. J. Cutler (đạo diễn); Shauna Cross (biên kịch); Chloë Grace Moretz, Mireille Enos, Lauren Lee Smith, Liana Liberato, Jamie Blackley, Aliyah O'Brien, Joshua Leonard, Jakob Davies | [ 238 ]   |
| T H Á N G T Á M   | 19              | Sin City: A Dame to Kill For                    | Dimension Films / Aldamisa Entertainment / Troublemaker Studios / Miramax                                                    | Frank Miller (đạo diễn/biên kịch), Robert Rodriguez (đạo diễn); Jessica Alba, Powers Boothe, Josh Brolin, Rosario Dawson, Joseph Gordon-Levitt, Eva Green, Dennis Haysbert, Stacy Keach, Jaime King, Ray Liotta, Jeremy Piven, Mickey Rourke, Bruce Willis                                   | [ 239 ]   |
| T H Á N G T Á M   | 27              | Birdman                                         | Fox Searchlight Pictures / Regency Enterprises                                                                               | Alejandro González Iñárritu (đạo diễn); Alejandro González Iñárritu, Nicolás Giacobone, Alexander Dinelaris Jr., Armando Bo (biên kịch); Michael Keaton, Emma Stone, Edward Norton, Andrea Riseborough, Zach Galifianakis, Naomi Watts, Amy Ryan                                             | [ 240 ]   |
| T H Á N G T Á M   | 27              | Sát thủ tháng mười một                          | Relativity Media | Roger Donaldson (đạo diễn); Michael Finch, Karl Gajdusek (biên kịch); Pierce Brosnan, Olga Kurylenko, Luke Bracey, Bill Smitrovich, Will Patton, Eliza Taylor | [ 241 ]   |
| T H Á N G T Á M   | 29              | Hầm mộ ma quái                                  | Universal Pictures / Legendary Pictures                                                                                      | John Erick Dowdle (đạo diễn/biên kịch); Drew Dowdle (biên kịch) Perdita Weeks, Ben Feldman, Edwin Hodge, François Civil, Marion Lambert, Ali Marhyar | [ 242 ]   |
| T H Á N G T Á M   | 29              | Rosewater                                       | Open Road Films / OddLot Entertainment                                                                                       | Jon Stewart (đạo diễn/biên kịch); Gael García Bernal | [ 243 ]   |
| T H Á N G T Á M   | 29              | The Imitation Game                              | The Weinstein Company | Morten Tyldum (đạo diễn); Graham Moore (biên kịch); Benedict Cumberbatch, Keira Knightley, Matthew Goode, Rory Kinnear, Allen Leech, Matthew Beard, Charles Dance | [ 244 ]   |
| T H Á N G T Á M   | 29              | Wild                                            | Fox Searchlight Pictures / River Road Entertainment                                                                          | Jean-Marc Vallée (đạo diễn); Nick Hornby (biên kịch); Reese Witherspoon, Gaby Hoffmann, Michiel Huisman, Charles Baker | [ 245 ]   |
| T H Á N G T Á M   | 31              | Hội quái hộp                                    | Focus Features / Laika | Anthony Stacchi, Graham Annable (đạo diễn); Ben Kingsley, Toni Collette, Elle Fanning, Isaac Hempstead-Wright, Jared Harris, Simon Pegg, Nick Frost, Richard Ayoade, Tracy Morgan | [ 246 ]   |
| T H Á N G C H Í N | 4               | Tội ác ngủ say                                  | Clarius Entertainment | Rowan Joffé (đạo diễn/biên kịch); Nicole Kidman, Mark Strong, Colin Firth, Anne-Marie Duff | [ 247 ]   |
| T H Á N G C H Í N | 4               | The Judge                                       | Warner Bros. Pictures / Village Roadshow Pictures / RatPac Entertainment                                                     | David Dobkin (đạo diễn); Robert Downey Jr., Robert Duvall, Vera Farmiga, Billy Bob Thornton, Vincent D'Onofrio, Jeremy Strong, Dax Shepard, Sarah Lancaster | [ 248 ]   |
| T H Á N G C H Í N | 5               | Mary Kom                                        | Bhansali Productions | Omung Kumar (đạo diễn); Saiwyn Quadras (biên kịch); Priyanka Chopra, Danny Denzongpa, Sunil Thapa, Minakkshi Kalitaa, Zachary Coffin, Shishir Sharma | [ 249 ]   |
| T H Á N G C H Í N | 5               | Kẻ săn tin đen                                  | Open Road Films | Dan Gilroy (đạo diễn/biên kịch); Jake Gyllenhaal, Bill Paxton, Rene Russo, Riz Ahmed | [ 250 ]   |
| T H Á N G C H Í N | 5               | St. Vincent                                     | The Weinstein Company / Chernin Entertainment                                                                                | Theodore Melfi (đạo diễn/biên kịch); Bill Murray, Melissa McCarthy, Naomi Watts, Chris O'Dowd, Kimberly Quinn | [ 251 ]   |
| T H Á N G C H Í N | 5               | Welcome to Me                                   | Alchemy | Shira Piven (đạo diễn); Eliot Laurence (biên kịch); Kristen Wiig, James Marsden, Linda Cardellini, Tim Robbins, Joan Cusack, Wes Bentley, Jennifer Jason Leigh, Alan Tudyk | [ 252 ]   |
| T H Á N G C H Í N | 5               | X+Y                                             | Minnow Films | Morgan Matthews, (đạo diễn); Asa Butterfield, Sally Hawkins, Rafe Spall, Eddie Marsan | [ 253 ]   |
| T H Á N G C H Í N | 6               | Beyond the Lights                               | Relativity Media | Gina Prince-Bythewood (đạo diễn/biên kịch); Gugu Mbatha-Raw, Nate Parker, Minnie Driver, Danny Glover | [ 254 ]   |
| T H Á N G C H Í N | 6               | Top Five                                        | Paramount Pictures | Chris Rock (đạo diễn/biên kịch); Chris Rock, Rosario Dawson, Genevieve Angelson, Rachel Feinstein, Dan Naturman | [ 255 ]   |
| T H Á N G C H Í N | 6               | Tusk                                            | Demarest Films / SModcast Pictures                                                                                           | Kevin Smith (đạo diễn/biên kịch); Michael Parks, Justin Long, Haley Joel Osment, Genesis Rodriguez, Johnny Depp | [ 256 ]   |
| T H Á N G C H Í N | 7               | Thiện ác đối đầu                                | Columbia Pictures / Village Roadshow Pictures / Escape Artists                                                               | Antoine Fuqua (đạo diễn); Richard Wenk (biên kịch); Denzel Washington, Chloë Grace Moretz, Marton Csokas, David Harbour, Bill Pullman, Melissa Leo | [ 257 ]   |
| T H Á N G C H Í N | 7               | The Good Lie                                    | Warner Bros. Pictures / Alcon Entertainment / Imagine Entertainment                                                          | Philippe Falardeau (đạo diễn); Margaret Nagle (biên kịch); Reese Witherspoon, Corey Stoll, Sarah Baker | [ 258 ]   |
| T H Á N G C H Í N | 7               | Yêu thương quay về                              | Lionsgate / River Road Entertainment                                                                                         | Bill Pohlad (đạo diễn); Oren Moverman, Michael Alan Lerner (biên kịch); John Cusack, Paul Dano, Elizabeth Banks, Paul Giamatti | [ 259 ]   |
| T H Á N G C H Í N | 7               | Ned Rifle                                       | Fortissimo Films | Hal Hartley (đạo diễn/biên kịch); Liam Aiken, Aubrey Plaza, Parker Posey, James Urbaniak, Thomas Jay Ryan | [ 260 ]   |
| T H Á N G C H Í N | 7               | Thuyết yêu thương                               | Focus Features / Working Title Films                                                                                         | James Marsh (đạo diễn); Anthony McCarten (biên kịch); Eddie Redmayne, Felicity Jones | [ 261 ]   |
| T H Á N G C H Í N | 10              | My Old Lady                                     | Cohen Media Group | Israel Horovitz (đạo diễn); Kevin Kline, Kristin Scott Thomas, Maggie Smith, Stéphane Freiss, Dominique Pinon, | [ 262 ]   |
| T H Á N G C H Í N | 12              | Dolphin Tale 2                                  | Warner Bros. Pictures / Alcon Entertainment                                                                                  | Charles Martin Smith (đạo diễn/biên kịch); Winter, Hope, Nathan Gamble, Harry Connick Jr., Ashley Judd, Kris Kristofferson, Morgan Freeman, Austin Stowell, Bethany Hamilton, Juliana Harkavy, Cozi Zuehlsdorff, Lee Karlinsky                                                               | [ 263 ]   |
| T H Á N G C H Í N | 12              | The Drop                                        | Fox Searchlight Pictures | Michaël R. Roskam (đạo diễn); Dennis Lehane (biên kịch); Tom Hardy, Noomi Rapace, James Gandolfini, Matthias Schoenaerts, John Ortiz, James Frecheville | [ 264 ]   |
| T H Á N G C H Í N | 12              | Finding Fanny                                   | Maddock Films | Homi Adajania (đạo diễn/biên kịch); Kersi Khambatta (biên kịch); Naseeruddin Shah, Dimple Kapadia, Pankaj Kapur, Deepika Padukone, Arjun Kapoor | [ 265 ]   |
| T H Á N G C H Í N | 12              | No Good Deed                                    | Screen Gems / Will Packer Productions                                                                                        | Sam Miller (đạo diễn); Aimee Lagos (biên kịch); Idris Elba, Taraji P. Henson, Henry Simmons | [ 266 ]   |
| T H Á N G C H Í N | 19              | Giải mã mê cung                                 | 20th Century Fox | Wes Ball (đạo diễn); James Dashner (biên kịch); Dylan O'Brien, Will Poulter, Thomas Sangster, Aml Ameen, Kaya Scodelario | [ 267 ]   |
| T H Á N G C H Í N | 19              | This Is Where I Leave You                       | Warner Bros. Pictures | Shawn Levy (đạo diễn); Jonathan Tropper (biên kịch); Jason Bateman, Tina Fey, Jane Fonda, Timothy Olyphant, Corey Stoll, Rose Byrne, Ari Graynor, Kathryn Hahn, Adam Driver, Connie Britton, Abigail Spencer, Ben Schwartz                                                                   | [ 268 ]   |
| T H Á N G C H Í N | 19              | Lối đi giữa rừng bia mộ                         | Universal Pictures / Cross Creek Pictures                                                                                    | Scott Frank (đạo diễn/biên kịch); Liam Neeson, Dan Stevens, Ruth Wilson, Boyd Holbrook | [ 269 ]   |
| T H Á N G C H Í N | 26              | Annabelle                                       | Warner Bros. Pictures / New Line Cinema / RatPac Entertainment                                                               | John R. Leonetti (đạo diễn); Gary Dauberman (biên kịch); Annabelle Wallis, Alfre Woodard, Eric Ladin, Brian Howe | [ 270 ]   |
| T H Á N G C H Í N | 26              | Believe Me                                      | Riot Studios | Will Bakke (đạo diễn); Alex Russell, Zachary Knighton, Johanna Braddy, Miles Fisher, Christopher McDonald, Sinqua Walls, Max Adler, Nick Offerman | [ 271 ]   |
| T H Á N G C H Í N | 26              | Cô gái mất tích                                 | 20th Century Fox / Regency Enterprises                                                                                       | David Fincher (đạo diễn); Gillian Flynn (biên kịch); Ben Affleck, Rosamund Pike, Neil Patrick Harris, Tyler Perry, Kim Dickens, Patrick Fugit, Emily Ratajkowski | [ 272 ]   |
| T H Á N G C H Í N | 27              | My Little Pony: Equestria Girls – Rainbow Rocks | Hasbro Studios | Jayson Thiessen (đạo diễn); Meghan McCarthy (biên kịch); Tara Strong, Ashleigh Ball, Andrea Libman, Tabitha St. Germain, Cathy Weseluck, Rebecca Shoichet, Kazumi Evans, Diana Kaarina, Maryke Hendrikse                                                                                     | [ 273 ]   |

### Tháng mười–Tháng mười hai
| Ngày công chiếu         | Ngày công chiếu | Tựa đề                                                      | Hãng phát hành                                                                        | Diễn viên và người thực hiện | Chú thích |
| ----------------------- | --------------- | ----------------------------------------------------------- | ------------------------------------------------------------------------------------- | --- | --------- |
| T H Á N G M Ư Ờ I       | 2               | Bang Bang!                                                  | Fox Star Studios                                                                      | Siddharth Anand (đạo diễn); Sujoy Ghosh, Suresh Nair (biên kịch); Hrithik Roshan, Katrina Kaif, Danny Denzongpa, Bipasha Basu, Javed Jaffrey, Jimmy Shergill | [ 274 ]   |
| T H Á N G M Ư Ờ I       | 3               | Những kẻ sống sót                                           | Stoney Lake Entertainment                                                             | Vic Armstrong (đạo diễn); Paul LaLonde, John Patus (biên kịch); Nicolas Cage, Chad Michael Murray, Cassi Thomson, Nicky Whelan, Jordin Sparks, Lance E. Nichols | [ 275 ]   |
| T H Á N G M Ư Ờ I       | 4               | Inherent Vice                                               | Warner Bros. Pictures                                                                 | Paul Thomas Anderson (đạo diễn/biên kịch); Joaquin Phoenix, Josh Brolin, Owen Wilson, Katherine Waterston, Reese Witherspoon, Benicio del Toro | [ 276 ]   |
| T H Á N G M Ư Ờ I       | 6               | Alexander và một ngày tồi tệ, kinh khủng, chán nản, bực bội | Walt Disney Pictures                                                                  | Miguel Arteta (đạo diễn); Rob Lieber (biên kịch); Steve Carell, Jennifer Garner, Ed Oxenbould, Dylan Minnette, Kerris Dorsey, Bella Thorne | [ 277 ]   |
| T H Á N G M Ư Ờ I       | 6               | Na Maloom Afraad                                            | Hum Films / Eveready Pictures                                                         | Nabeel Qureshi (đạo diễn); Javed Sheikh, Fahad Mustafa, Mohsin Abbas Haider, Urwa Hocane, Kubra Khan, Salman Shahid | [ 278 ]   |
| T H Á N G M Ư Ờ I       | 6               | O21                                                         | Distribution Club                                                                     | Jami (đạo diễn/biên kịch); Shaan Shahid, Ayub Khoso, Shamoon Abbasi, Aamina Sheikh, Ayaz Samoo, Mustafa Changazi | [ 279 ]   |
| T H Á N G M Ư Ờ I       | 10              | Ham muốn thể xác                                            | Lionsgate                                                                             | Bille Woodruff (đạo diễn); Christina Welsh (biên kịch); Sharon Leal, Boris Kodjoe, Tyson Beckford | [ 280 ]   |
| T H Á N G M Ư Ờ I       | 10              | Ác quỷ Dracula: Huyền thoại chưa kể                         | Universal Pictures / Legendary Pictures                                               | Gary Shore (đạo diễn); Matt Sazama, Burk Sharpless (biên kịch); Luke Evans, Sarah Gadon, William Houston, Dominic Cooper, Samantha Barks, Ferdinand Kingsley, Charlie Cox, Thor Kristjansson, Laura McKeating | [ 281 ]   |
| T H Á N G M Ư Ờ I       | 10              | Kill the Messenger                                          | Focus Features                                                                        | Michael Cuesta (đạo diễn); Peter Landsman (biên kịch); Jeremy Renner, Barry Pepper, Mary Elizabeth Winstead, Rosemarie DeWitt, Ray Liotta, Oliver Platt | [ 282 ]   |
| T H Á N G M Ư Ờ I       | 12              | Hành trình giải cứu tình yêu                                | 20th Century Fox / Reel FX Animation Studios                                          | Jorge R. Gutierrez (đạo diễn/biên kịch); Doug Langdale (biên kịch); Diego Luna, Zoe Saldana, Channing Tatum, Christina Applegate | [ 283 ]   |
| T H Á N G M Ư Ờ I       | 13              | Mạng đổi mạng                                               | Summit Entertainment                                                                  | Chad Stahelski, David Leitch (đạo diễn/biên kịch); Keanu Reeves, Bridget Moynahan, Willem Dafoe | [ 284 ]   |
| T H Á N G M Ư Ờ I       | 13              | Chiến binh phương Bắc                                       | Ascot Elite Entertainment Group                                                       | |           |
| T H Á N G M Ư Ờ I       | 14              | Candlestick                                                 | Indie Rights                                                                          | Christopher Presswell (đạo diễn); András Forgács, Christopher Presswell (biên kịch); Andrew Fitch, Isla Ure, Nigel Thomas, Tom Knight | [ 285 ]   |
| T H Á N G M Ư Ờ I       | 15              | Cuồng nộ                                                    | Columbia Pictures                                                                     | David Ayer (đạo diễn/biên kịch); Brad Pitt, Shia LaBeouf, Logan Lerman, Michael Peña, Jon Bernthal, Scott Eastwood, Jason Isaacs, Xavier Samuel, Anamaria Marinca, Alicia von Rittberg | [ 286 ]   |
| T H Á N G M Ư Ờ I       | 17              | The Best of Me                                              | Relativity Media                                                                      | Michael Hoffman (đạo diễn/biên kịch); Will Fetters, J. Mills Goodloe (biên kịch); James Marsden, Michelle Monaghan | [ 287 ]   |
| T H Á N G M Ư Ờ I       | 22              | American Heist                                              | Saban Films                                                                           | |           |
| T H Á N G M Ư Ờ I       | 23              | Biệt đội Big Hero 6                                         | Walt Disney Pictures / Walt Disney Animation Studios                                  | Don Hall (đạo diễn/biên kịch), Chris Williams (đạo diễn); Jordan Roberts (biên kịch); Scott Adsit, Ryan Potter, T. J. Miller, Jamie Chung, Damon Wayans Jr., Genesis Rodriguez, Maya Rudolph, James Cromwell, Alan Tudyk, Daniel Henney, Stan Lee                                                                                 | [ 288 ]   |
| T H Á N G M Ư Ờ I       | 24              | Happy New Year                                              | Red Chillies Entertainment                                                            | Farah Khan (đạo diễn/biên kịch); Mayur Puri (biên kịch); Shah Rukh Khan, Deepika Padukone, Abhishek Bachchan, Sonu Sood, Boman Irani, Vivaan Shah | [ 289 ]   |
| T H Á N G M Ư Ờ I       | 24              | Trò chơi gọi hồn                                            | Universal Pictures                                                                    | Stiles White (đạo diễn/biên kịch); Juliet Snowden (biên kịch); Douglas Smith, Olivia Cooke, Vivis Colombetti, Ana Coto, Erin Moriarty, Bianca A. Santos | [ 290 ]   |
| T H Á N G M Ư Ờ I       | 26              | Hố đen tử thần                                              | Paramount Pictures / Warner Bros. Pictures / Legendary Pictures / Syncopy             | Christopher Nolan (đạo diễn/biên kịch); Jonathan Nolan (biên kịch); Matthew McConaughey, Anne Hathaway, Michael Caine, Jessica Chastain, Matt Damon, John Lithgow, Ellen Burstyn, Wes Bentley, Topher Grace, Bill Irwin, Casey Affleck, Mackenzie Foy, David Oyelowo, Elyes Gabel, David Gyasi, Timothée Chalamet, William Devane | [ 291 ]   |
| T H Á N G M Ư Ờ I M Ộ T | 6               | A Most Violent Year                                         | A24 Films                                                                             | J. C. Chandor (đạo diễn/biên kịch); Oscar Isaac, Jessica Chastain, Alessandro Nivola, David Oyelowo, Albert Brooks, Catalina Sandino Moreno | [ 292 ]   |
| T H Á N G M Ư Ờ I M Ộ T | 7               | Tế xác                                                      | Lionsgate / Blumhouse Productions                                                     | Kevin Greutert (đạo diễn); Robert Ben Garant (biên kịch); Sarah Snook, Mark Webber, Joelle Carter, David Andrews, Amber Stevens, Ana de la Reguera | [ 293 ]   |
| T H Á N G M Ư Ờ I M Ộ T | 10              | The Gambler                                                 | Paramount Pictures                                                                    | Rupert Wyatt (đạo diễn); William Monahan (biên kịch); Mark Wahlberg, Brie Larson, Jessica Lange, Michael K. Williams, John Goodman | [ 294 ]   |
| T H Á N G M Ư Ờ I M Ộ T | 10              | The Hunger Games: Húng nhại – Phần 1                        | Lionsgate                                                                             | Francis Lawrence (đạo diễn); Danny Strong (biên kịch); Jennifer Lawrence, Josh Hutcherson, Woody Harrelson, Julianne Moore, Donald Sutherland, Philip Seymour Hoffman, Natalie Dormer, Liam Hemsworth, Elizabeth Banks, Stanley Tucci, Jeffrey Wright, Lily Rabe, Stef Dawson, Robert Knepper                                     | [ 295 ]   |
| T H Á N G M Ư Ờ I M Ộ T | 11              | American Sniper                                             | Warner Bros. Pictures / Village Roadshow Pictures / RatPac Entertainment              | Clint Eastwood (đạo diễn); Jason Dean Hall (biên kịch); Bradley Cooper, Sienna Miller, Max Charles, Luke Grimes | [ 296 ]   |
| T H Á N G M Ư Ờ I M Ộ T | 14              | Siêu ngốc gặp nhau                                          | Universal Pictures / Red Granite Pictures / New Line Cinema                           | Peter Farrelly, Bobby Farrelly (đạo diễn/biên kịch); Sean Anders, John Morris, Bennett Yellin, Mike Cerrone (biên kịch); Jim Carrey, Jeff Daniels, Kathleen Turner, Laurie Holden | [ 297 ]   |
| T H Á N G M Ư Ờ I M Ộ T | 14              | Nativity 3: Dude, Where's My Donkey?                        | Mirrorball Films                                                                      | Debbie Isitt (đạo diễn), Martin Clunes, Marc Wootton, Catherine Tate, Celia Imrie, Jason Watkins | [ 298 ]   |
| T H Á N G M Ư Ờ I M Ộ T | 14              | Biệt đội cánh cụt vùng Madagascar                           | 20th Century Fox / DreamWorks Animation                                               | Simon J. Smith (đạo diễn); Michael Colton, John Aboud (biên kịch); Skipper, Kowalski, Rico, Private, Benedict Cumberbatch, John Malkovich, Annet Mahendru, Peter Stormare, Ken Jeong | [ 299 ]   |
| T H Á N G M Ư Ờ I M Ộ T | 14              | Saving Christmas                                            | Provident Films / Samuel Goldwyn Films                                                | Darren Doane (đạo diễn); Kirk Cameron, Darren Doane, Bridgette Ridenour, David Shannon, Raphi Henley, Ben Kientz | [ 300 ]   |
| T H Á N G M Ư Ờ I M Ộ T | 17              | Không khuất phục                                            | Universal Pictures / Legendary Pictures                                               | Angelina Jolie (đạo diễn); Joel Coen, Ethan Coen, Richard LaGravenese, William Nicholson (biên kịch); Jack O'Connell, Miyavi, Domhnall Gleeson, Garrett Hedlund, Jai Courtney | [ 301 ]   |
| T H Á N G M Ư Ờ I M Ộ T | 26              | Bộ ba siêu bựa 2                                            | Warner Bros. Pictures / New Line Cinema / RatPac Entertainment                        | Sean Anders (đạo diễn/biên kịch); John Morris (biên kịch); Jason Bateman, Charlie Day, Jason Sudeikis, Kevin Spacey, Jennifer Aniston, Christoph Waltz, Jamie Foxx, Chris Pine | [ 302 ]   |
| T H Á N G M Ư Ờ I M Ộ T | 28              | Paddington                                                  | The Weinstein Company / Heyday Films                                                  | Paul King (đạo diễn/biên kịch); Ben Whishaw, Nicole Kidman, Hugh Bonneville, Sally Hawkins, Jim Broadbent, Julie Walters, Peter Capaldi | [ 303 ]   |
| T H Á N G M Ư Ờ I H A I | 1               | Người Hobbit: Đại chiến Năm cánh quân                       | Warner Bros. Pictures / New Line Cinema / Metro-Goldwyn-Mayer                         | Peter Jackson (đạo diễn/biên kịch); Fran Walsh, Philippa Boyens, Guillermo del Toro (biên kịch); Ian McKellen, Martin Freeman, Richard Armitage, Evangeline Lilly, Luke Evans, Lee Pace, Benedict Cumberbatch, Ken Stott, James Nesbitt, Cate Blanchett, Ian Holm, Christopher Lee, Hugo Weaving, Orlando Bloom, Stephen Fry      | [ 304 ]   |
| T H Á N G M Ư Ờ I H A I | 5               | Bí ẩn kim tự tháp                                           | 20th Century Fox                                                                      | Grégory Levasseur (đạo diễn); Daniel Meersand, Nick Simon (biên kịch); Ashley Hinshaw, Denis O'Hare, James Buckley | [ 305 ]   |
| T H Á N G M Ư Ờ I H A I | 6               | The Last: Naruto the Movie                                  | Aniplex / Dentsu                                                                      | Tsuneo Kobayashi (đạo diễn); Masashi Kishimoto (biên kịch); Junko Tekeuchi | [ 306 ]   |
| T H Á N G M Ư Ờ I H A I | 7               | Annie                                                       | Columbia Pictures / Village Roadshow Pictures / Overbrook Entertainment               | Will Gluck (đạo diễn/biên kịch); Emma Thompson, Aline Brosh McKenna (biên kịch); Quvenzhané Wallis, Jamie Foxx, Cameron Diaz, Rose Byrne, Bobby Cannavale, Adewale Akinnuoye-Agbaje | [ 307 ]   |
| T H Á N G M Ư Ờ I H A I | 8               | Khu rừng cổ tích                                            | Walt Disney Pictures                                                                  | Rob Marshall (đạo diễn); James Lapine (biên kịch); Meryl Streep, Emily Blunt, James Corden, Anna Kendrick, Chris Pine, Lilla Crawford, Daniel Huttlestone, Tracey Ullman, Christine Baranski, MacKenzie Mauzy, Billy Magnussen, Johnny Depp                                                                                       | [ 308 ]   |
| T H Á N G M Ư Ờ I H A I | 8               | Mythica: A Quest for Heroes                                 | Arrowstorm Entertainment                                                              | |           |
| T H Á N G M Ư Ờ I H A I | 11              | The Interview                                               | Columbia Pictures / Point Grey Pictures                                               | Seth Rogen, Evan Goldberg (đạo diễn/biên kịch); Dan Sterling (biên kịch); Seth Rogen, James Franco, Lizzy Caplan | [ 309 ]   |
| T H Á N G M Ư Ờ I H A I | 11              | Đêm ở viện bảo tàng: Bí mật hầm mộ                          | 20th Century Fox / 1492 Pictures / 21 Laps Entertainment                              | Shawn Levy (đạo diễn); Robert Ben Garant, Thomas Lennon (biên kịch); Ben Stiller, Robin Williams, Dan Stevens, Owen Wilson, Ricky Gervais, Skyler Gisondo, Rebel Wilson, Ben Kingsley | [ 310 ]   |
| T H Á N G M Ư Ờ I H A I | 12              | Exodus: Cuộc chiến chống Pha-ra-ông                         | 20th Century Fox / TSG Entertainment / Scott Free Productions / Chernin Entertainment | Ridley Scott (đạo diễn); Steve Zaillian, Adam Cooper, Bill Collage (biên kịch); Christian Bale, María Valverde, Sigourney Weaver, Ben Kingsley, John Turturro, Joel Edgerton, Aaron Paul | [ 311 ]   |
| T H Á N G M Ư Ờ I H A I | 13              | Mật vụ Kingsman                                             | 20th Century Fox                                                                      | Matthew Vaughn (đạo diễn/biên kịch); Jane Goldman (biên kịch); Colin Firth, Taron Egerton, Samuel L. Jackson, Mark Strong, Michael Caine, Sophie Cookson, Sofia Boutella, Mark Hamill | [ 312 ]   |
| T H Á N G M Ư Ờ I H A I | 16              | Taken 3: Dứt điểm                                           | 20th Century Fox / EuropaCorp                                                         | Olivier Megaton (đạo diễn); Robert Mark Kamen, Luc Besson (biên kịch); Liam Neeson, Famke Janssen, Maggie Grace, Forest Whitaker | [ 313 ]   |
| T H Á N G M Ư Ờ I H A I | 17              | Đứa con thứ 7                                               | Universal Pictures / Legendary Pictures                                               | Sergei Bodrov (đạo diễn) Ben Barnes, Jeff Bridges, Julianne Moore, Alicia Vikander, Kit Harington, Djimon Hounsou, Antje Traue, Olivia Williams | [ 314 ]   |
| T H Á N G M Ư Ờ I H A I | 19              | Mr. Turner                                                  | Sony Pictures Classics                                                                | Mike Leigh (đạo diễn); Timothy Spall, Dorothy Atkinson, Marion Bailey, Paul Jesson, Lesley Manville, Martin Savage | [ 315 ]   |
| T H Á N G M Ư Ờ I H A I | 19              | PK                                                          | Vinod Chopra Productions                                                              | Rajkumar Hirani (đạo diễn/biên kịch); Abhijat Joshi (biên kịch); Aamir Khan, Anushka Sharma, Sushant Singh Rajput, Boman Irani, Sanjay Dutt | [ 316 ]   |
| T H Á N G M Ư Ờ I H A I | 23              | Big Eyes                                                    | The Weinstein Company                                                                 | Tim Burton (đạo diễn); Scott Alexander and Larry Karaszewski (biên kịch); Amy Adams, Christoph Waltz, Krysten Ritter, Danny Huston, Terence Stamp, Jason Schwartzman | [ 317 ]   |
| T H Á N G M Ư Ờ I H A I | 25              | Let's Kill Ward's Wife                                      | Lost Rhino Films                                                                      | Scott Foley (đạo diễn/biên kịch); Amy Acker, Ava Carpinello, James Carpinello, Donald Faison | [ 318 ]   |
| T H Á N G M Ư Ờ I H A I | 25              | Selma                                                       | Paramount Pictures / Plan B Entertainment                                             | Ava DuVernay (đạo diễn/biên kịch); Paul Webb (biên kịch); David Oyelowo, Tom Wilkinson, Common, Carmen Ejogo | [ 296 ]   |
| T H Á N G M Ư Ờ I H A I | 26              | The Water Diviner                                           | Universal Pictures                                                                    | Russell Crowe (đạo diễn); Andrew Knight (biên kịch); Cem Yılmaz, Yılmaz Erdoğan | [ 319 ]   |